# Un chant de Noël
A Christmas Carol
Vous lisez un « article de qualité » labellisé en 2013.
Pour les articles homonymes, voir Chant de Noël (homonymie) et A Christmas Carol.
Un chant de Noël (A Christmas Carol), également publié en français sous les titres Cantique de Noël, Chanson de Noël ou Conte de Noël, est le premier et le plus célèbre des contes écrits par Charles Dickens. Rédigé en même temps que Martin Chuzzlewit et paru en décembre 1843 chez Chapman & Hall avec des illustrations de John Leech, il est considéré comme « son œuvre la plus parfaite ». Aussitôt, Thackeray le salue comme un « bienfait national ». Salué par les critiques comme par le public, sa popularité n'a jamais faibli. Son protagoniste, Ebenezer Scrooge, reste sans doute le personnage dickensien le plus universellement connu et, grâce à ce livre, Dickens, incarné en une sorte de père Noël pour un monde anglo-saxon, a été décrit comme l'« inventeur » de la fête qui lui est associée.
Pourtant, c'est d'abord une réponse qu'il a voulu apporter à des controverses d'ordre économique. Mais très vite, le conte s'est donné à lire comme affirmation des célébrations de Noël plutôt que pamphlet polémique, et, selon David Paroissien, qui lui attribue jusqu'au mérite d'avoir « sauvé les congés de fin d'année des griffes de sombres calvinistes », il a été promu au rang de « classique de la littérature de Noël des temps modernes ».
Les adaptations dont il a constamment fait l'objet depuis sa parution témoignent de l'universalité de son message. D'abord le théâtre, puis la scène du music-hall, la radio, la télévision et le cinéma, mais aussi la chanson de variété et la musique classique, le ballet comme la science-fiction, tous lui rendent hommage en une suite ininterrompue dont l'examen reflète l'évolution des goûts et des mentalités depuis le milieu du XIXe siècle.

## Genèse de l'œuvre
À la suite de la parution en 1822 de Some Ancient Christmas Carols de Davies Gilbert, en 1833 de Selection of Christmas Carols, Ancient and Modern par William Sandys, en 1837, enfin, de The Book of Christmas de Thomas Kibble Hervey, l'Angleterre victorienne s'est trouvée, au milieu du XIXe siècle, parcourue par la nostalgie des traditions de Noël d'avant l’ère puritaine de Cromwell. Cet intérêt s'est encore vu renforcé par l'influence du prince Albert, l'époux de la reine Victoria depuis 1841, qui a popularisé dans le royaume la tradition allemande des sapins et des cartes – la première datant, comme le livre de Dickens, de 1843 –, ainsi que des cantiques de Noël.

### Sources et motivations

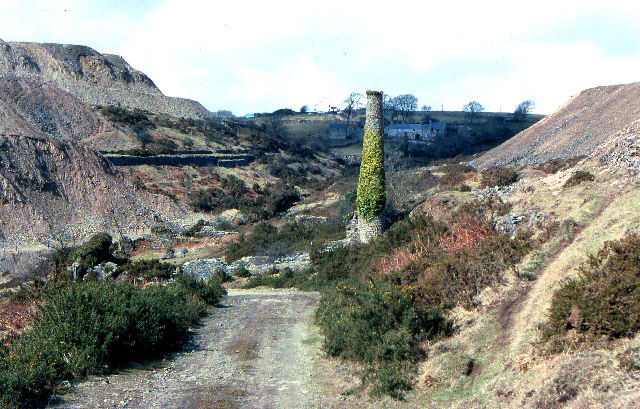
Mines de Cornouailles.

Dickens n'est donc pas le premier écrivain à célébrer cette fête, il en est redevable aux essais publiés par Washington Irving dans son Livre d'esquisses de 1820, décrivant l'ancien Noël anglais qu'il a vécu à Aston Hall et rassemblant contes de fées et comptines en même temps que pamphlets religieux et pages satiriques, mais c'est lui qui lui a « surimposé une approche séculaire ». Dans son esprit, sentiment que renforce encore sa visite du 20 au 22 mars 1842 au pénitencier de Pittsburgh, en Pennsylvanie, où il partage des expériences de spiritualisme, contes de fées et comptines sont des histoires de conversion et de transformation. Deux textes l'ont particulièrement fasciné : un essai de Douglas Jerrold, Les Beautés de la police, paru en 1843, qui expose sur le mode satirique et mélodramatique le sort d'un père séparé de son fils mis de force dans un hospice, et un autre du même auteur publié par Punch en 1841, qui lui aurait directement inspiré Scrooge, Comment Mr Chokepear fête joyeusement Noël.
Robert Douglas-Fairhurst attribue sa force narrative au traumatisme, vécu à 12 ans, de son emploi forcé à la manufacture de cirage Warren, ainsi qu'à la compassion ressentie pour le sort des enfants pauvres lors du boom des années 1830 et 1840. Au début de l'année 1843 il visite des mines en Cornouailles et, particulièrement bouleversé par le deuxième rapport de la commission sur le travail des enfants (Second Report of the Children's Employment Committee), il décide de « frapper un grand coup ». En mai, il rédige un pamphlet intitulé Appel au peuple anglais sur le sort des enfants des familles pauvres, puis, reportant sa publication à la fin de l'année, écrit au Dr Southwood Smith, membre de la commission, pour lui demander de changer ses vues. Pour la première fois, il utilise l'expression « marteau-pilon » pour décrire ses intentions : « Vous sentirez à coup sûr qu'un marteau-pilon s'abattra vingt-cinq mille fois – vingt-cinq mille fois plus puissamment – si je suis ma première idée ». Une visite à la Ragged School de Field Lane lui fait ajouter dans une lettre à Angela Burdett-Coutts « le cœur me va aux entrailles quand je me plonge dans ces scènes ». Lors d'un discours prononcé à l’Athenæum de Manchester le 5 octobre 1843, Dickens conjure les ouvriers et les patrons de lutter main dans la main contre l'ignorance et pour une réforme du système éducatif, mais le peu d'écho que suscite sa démarche le convainc encore plus du pouvoir de la fiction : aucun sujet plus que celui de Noël, pense-t-il alors, ne saurait mieux parler au grand public. C'est donc lors de ces trois jours passés à Manchester qu'il conçoit Un chant de Noël, dont l'impact sera, il en est sûr, bien plus percutant que tous les traités du monde,.
Noël et l'art du récit ont toujours été associés dans l'esprit de Dickens : il avait déjà écrit A Christmas Dinner à la manière de Washington Irving dans les Esquisses de Boz en 1833, puis mis dans la bouche de Mr Wardle, en 1836-1837, l'histoire fantastique de Gabriel Grub, « le bedeau misanthrope volé par les lutins », converti à la fin à une plus saine humanité, ce qui, d'après John Forster, lui avait procuré le « secret plaisir d'extrapoler ainsi sur une simple comptine,, ». Au-delà de l'aspect purement narratif, cependant, Un chant de Noël est sous-tendu par le souci passionné qu'a Dickens des problèmes sociaux assaillant son pays. Aussi son allégorie est-elle d'abord destinée à souligner que l'enfance est victime de l'indifférence générale, et que le personnage principal, comme le lecteur, « doivent ouvrir la porte close de leur cœur et considérer les gens comme des compagnons de voyage tous en route vers la tombe ».

### Rédaction et publication
Un chant de Noël a été écrit en six semaines d'octobre à novembre 1843, « tâche bigrement ardue », écrit Dickens, à assumer en même temps que Martin Chuzzlewit, mais destinée à ouvrir des perspectives pour d'autres romans de grande envergure : « Quand je vois l'effet que produit un petit ensemble de cet acabit […], j'entrevois avec force l'immense effet que je produirais avec un livre de grand format ». Les publications par Chapman & Hall, depuis la première le 19 décembre 1843, sous le titre A Christmas Carol in Prose. Being a Ghost Story of Christmas (« Un chant de Noël en prose, histoire de fantômes de Noël »), en 6 000 exemplaires, jusqu'à la septième en mai 1844, sont aussitôt épuisées, et Dickens en est d'emblée si ému qu'il passe « des larmes au rire et du rire aux larmes, et s'en voit retourné d'extraordinaire façon ».

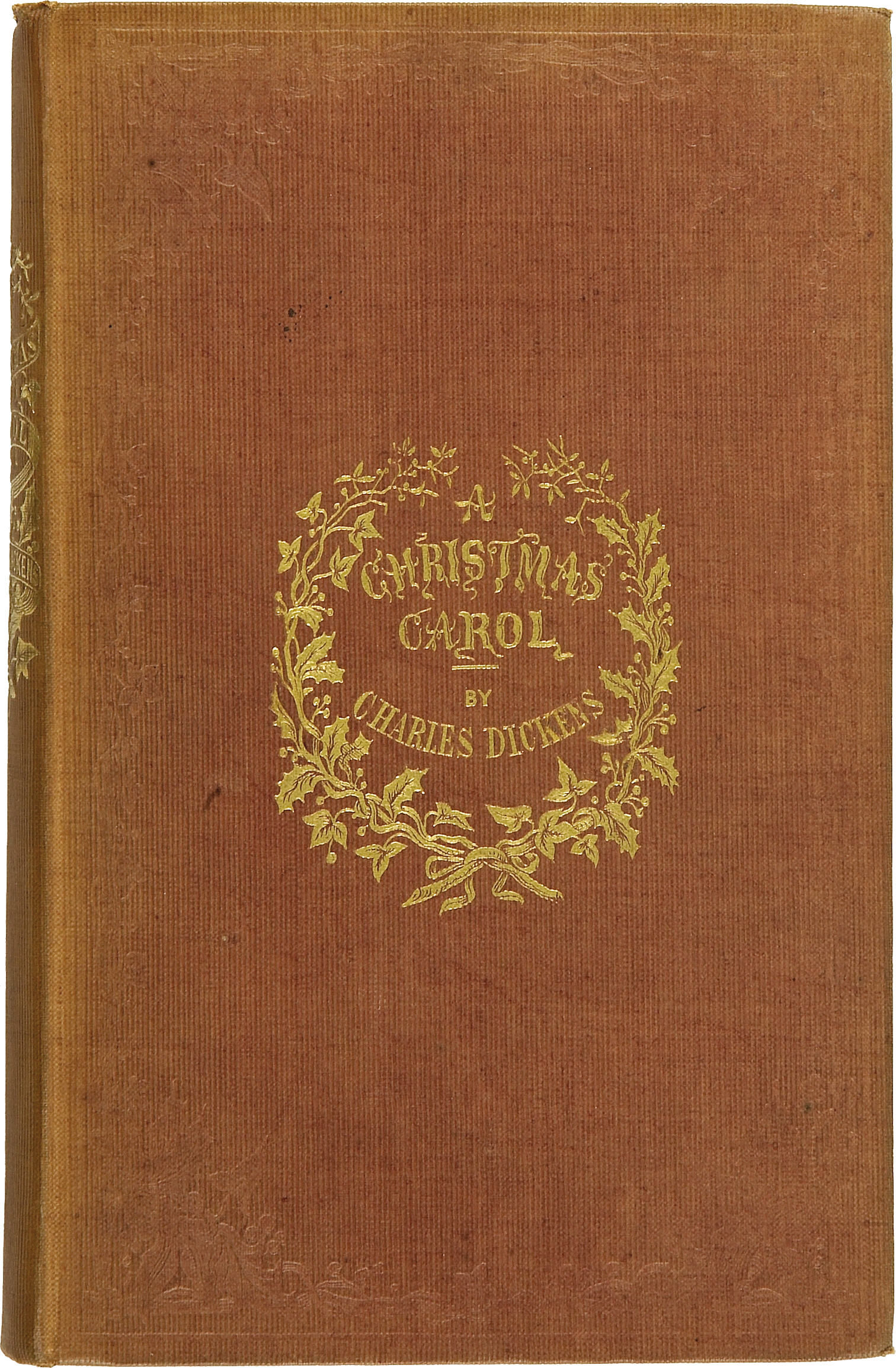
La première édition en tissu rouge et à tranche dorée.

Pour autant, la publication a été laborieuse : les premiers tirages contiennent des pages de garde d'un vert olive que Dickens juge inacceptable, et Chapman & Hall les remplace en hâte par du jaune. Le résultat n'en est pas meilleur car il jure avec la page-titre, aussitôt refaite, et le produit final, relié de tissu rouge et à tranche dorée, n'est prêt que deux jours avant la date annoncée,. Plus tard, Dickens fait relier en cuir rouge son manuscrit et l'offre à son avocat Thomas Mitton, qui le vend en 1875 au libraire Francis Harvey pour 50 £. Par la suite, le précieux document passe de main en main : le collectionneur Henry George Churchill en 1882, puis un libraire de Birmingham, un autre de Londres, puis Stuart M. Samuel, collectionneur spécialisé en Dickens, enfin J. P. Morgan qui le dépose à la Pierpont Morgan Library de New York, avec les quatre estampes en couleurs et les quatre gravures sur bois de John Leech.
Le succès de l'œuvre n'a pas été sans répercussions financières et juridiques. Dickens espérait pouvoir éponger le débours de Chapman & Hall, mais la présentation luxueuse, les planches de couleur et les gravures sur bois ne lui ont laissé que 230 £. En outre, le 6 février, paraît une version pirate qui l'oblige à poursuivre devant les tribunaux l'éditeur indélicat, Lee and Haddock. Le procès est gagné mais, alors que les dépens s'élèvent à 700 £, la partie adverse fait faillite, ce qui lui laisse un sentiment d'amertume et de rancœur qui s'ajoutera au ressentiment envers l'appareil judiciaire, dénoncé plus tard par la cour de la Chancellerie de La Maison d'Âpre-Vent.
D'après Douglas-Fairhurst, si l'expérience de la manufacture de cirage vécue à 12 ans n'est pas directement décrite dans Un conte de Noël, l'ambiguïté de la relation entretenue par Dickens envers son père, adoré autant que diabolisé, se reflète dans la double personnalité du protagoniste, à la fois « prodigue à l'envers » et finalement généreux.

## Accueil
Dès sa parution, le livre s'est trouvé presque unanimement acclamé par la critique. L’Athenaeum de Londres écrit qu'il y a là « matière à rire et à pleurer, à ouvrir mains et cœur à la charité même chez les moins charitables, un plat de choix à servir à la table d'un roi ». Le poète-éditeur Thomas Hood ajoute que le nom même de l'auteur « prédispose à de meilleurs sentiments, et qu'il suffit d'un coup d'œil au frontispice pour esbaudir ses esprits animaux ». Thackeray évoque dans le Fraser's Magazine de février « un bienfait national et, pour tout homme ou femme qui le lit, une faveur personnelle. Les deux dernières personnes que j'ai entendues en parler étaient des femmes qui ne se connaissaient pas et ignoraient qui en était l'auteur, et toutes les deux, pour toute critique, se sont écriées Que Dieu le bénisse ! », et il ajoute « Oui, QUE DIEU LE BÉNISSE !  [sic] Quel sentiment à inspirer pour un auteur et quelle récompense à glaner ! ». Même Theodore Martin, l'un des rares à se montrer virulent envers Dickens, note que le conte témoigne de « finesse dans le sentiment et est adroitement conçu pour inciter au bien social ». Quant à Chesterton, il estime que la bienveillance acquise de Scrooge est au centre de tout ce que Dickens a écrit, mais Edmund Wilson ne croit pas en une conversion aussi radicale du vieil avare, et il en tire argument pour extrapoler sur la personnalité divisée de son auteur. John Butt, lui, y voit un conte délicieusement raconté, où structure et contenu sont ce qu'il appelle coterminous, c'est-à-dire ayant ensemble atteint l'ultime degré de l'achèvement.
Les critiques ont surtout porté sur le coût du livre dont le luxe, paradoxalement, alors qu'il chante leur dignité, le rend inaccessible aux pauvres. La presse religieuse, après l'avoir boudé à sa parution, admet dans le Christian Remembrance de février 1844 que ce sujet « rebattu » se voit rajeuni par l'humour et la sentimentalité de l'auteur. Dickens a noté plus tard qu'il a reçu quantité de lettres émanant des chaumières et lui racontant comment son Chant de Noël se lit en famille au coin de l'âtre, avant d'être rangé « sur une toute petite étagère à lui seul réservée ». Margaret Oliphant, jamais tendre envers Dickens, déplore après sa mort qu'il y soit « essentiellement question de dinde et de pudding », mais admet que le conte est devenu comme « un nouveau testament » et qu'il « n'a pas son pareil pour inciter les gens à devenir meilleurs ». Quant aux Américains, ils se sont d'abord montrés plus réticents, la féroce satire de leur pays dans les American Notes de 1842 et de la deuxième partie de Martin Chuzzlewit, tout aussi dénonciatrice, ayant profondément blessé leur amour-propre national. Au moment de la guerre de Sécession et après, cependant, le livre fait son chemin outre-Atlantique et la presse devient plus amène : en 1863, le New York Times clame son enthousiasme et note que « le Noël d'antan et des vieux manoirs a pénétré dans le salon des familles pauvres », et la North American Review en conclut que le génie de Dickens réside justement dans « sa compassion envers cette race  [sic] ». Pour sa part, John Greenleaf Whittier discerne une similitude entre la rédemption de Scrooge et celle de sa nation déchirée par la guerre civile, et la charité du vieil homme repenti lui rappelle celle du peuple américain en lutte contre la pauvreté accablant son pays.
À leur façon, les illustrateurs ont été nombreux à rendre hommage à Un chant de Noël. Depuis John Leech, illustrateur de l'édition originale, s'y sont intéressés, du vivant de Dickens ou peu après sa mort, Sol Eytinge, Fred Barnard, Arthur Rackam et C. E. Brock. Les interprétations modernes sont en particulier dues à Ronald Searle (1960), Michael Foreman (1983), Michael Cole (1985), Lisbeth Zwerger (1988), Roberto Innocenti (1990) et Ida Applebroog (1993).

## Intrigue
Dickens divise le livre en cinq chapitres qu'il appelle staves, c'est-à-dire couplets de chant ou strophes de poème, chacun ayant un rapport avec le titre de l'ouvrage. La même technique est employée dans les deux contes de Noël suivants, les différentes parties portant, pour Les Carillons, des noms sonnant l'ordonnance du passage des heures, le carillon, les quarts, et pour Le Grillon du foyer, celui de chirps, les crissements de l'insecte.

### Synopsis

#### Premier couplet: Le spectre de Marley

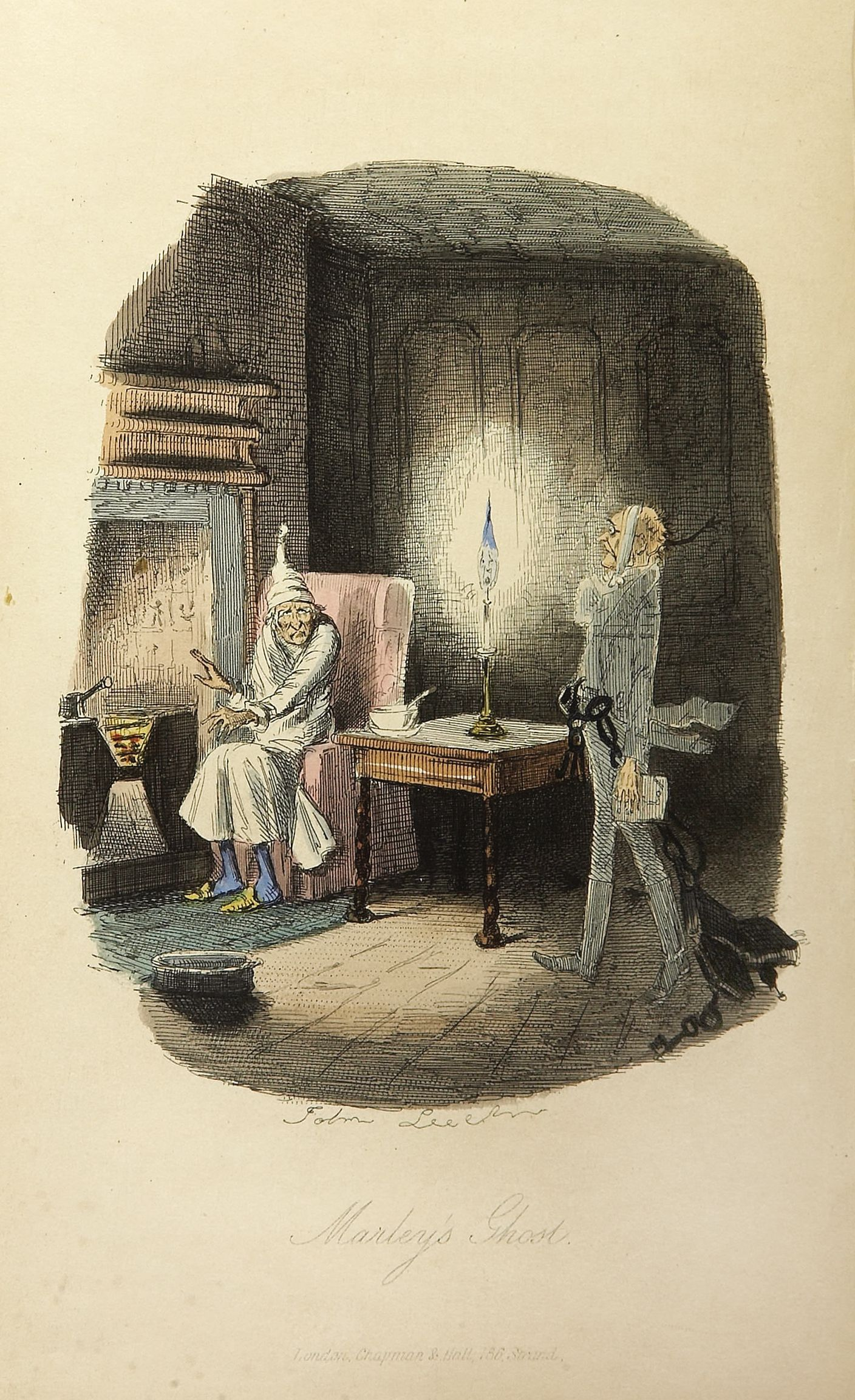
Scrooge et le fantôme de Marley, par John Leech.

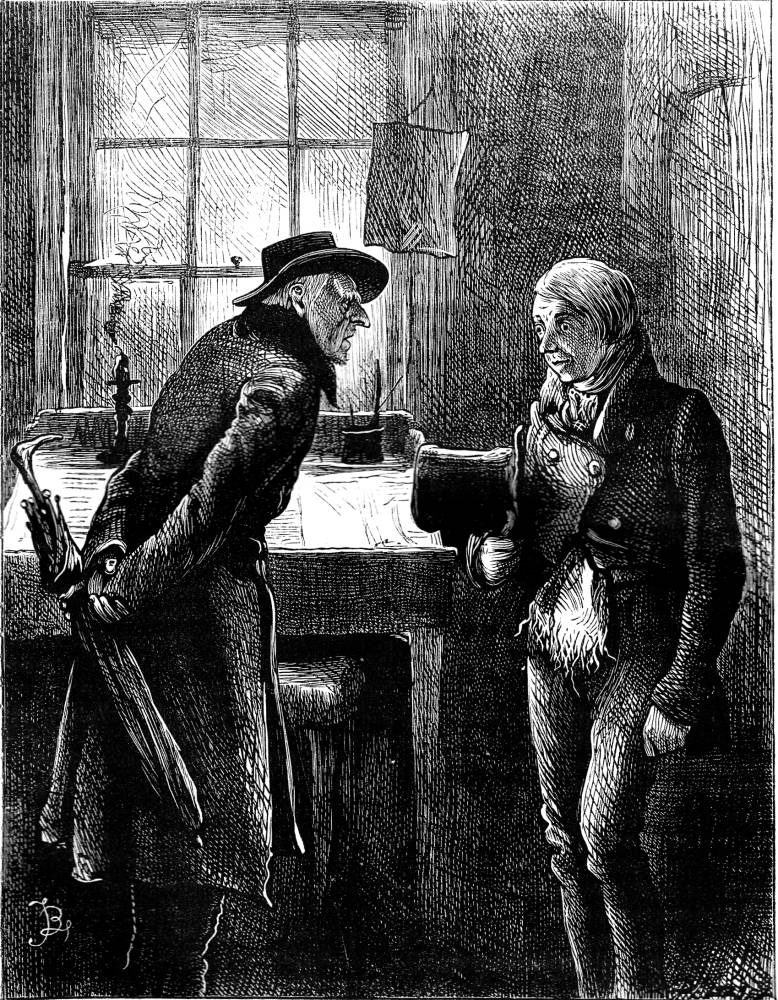
Scrooge et le fantôme de Marley, par Fred Barnard.

L'histoire s'ouvre une veille de Noël brumeuse dans « un froid vif et perçant ». Elle commence exactement sept années après la mort de Jacob Marley (en), l'associé d'Ebenezer Scrooge, ce « vieux pécheur […] avare qui savait saisir fortement, arracher, tordre, pressurer, gratter, ne point lâcher surtout ! Dur et tranchant comme une pierre à fusil dont jamais l’acier n’a fait jaillir une étincelle généreuse, secret, renfermé en lui-même et solitaire comme une huître ». Scrooge ne connaît ni la bonté, ni la bienveillance, ni la charité, et il déteste Noël qu'il qualifie de « foutaise » (humbug). Toujours assis à son bureau, le feu réduit à quelques braises, il n'a cure du froid qui oblige pourtant son employé Bob Cratchit (en), aussi surmené que mal payé, à se réchauffer les doigts à la flamme de la bougie. Son allure glaciale frigorifie le pauvre commis plus que ne le font les éléments ; d'ailleurs, ne vient-il pas de refuser l'invitation à dîner de son neveu, de chasser un jeune garçon venu chanter un cantique à sa porte ? Ne vient-il pas de se débarrasser vertement de deux messieurs sollicitant un don pour une distribution de nourriture et de charbon aux pauvres, des inutiles, estime-t-il, qui feraient mieux de mourir pour régler le problème de la surpopulation ? Le seul cadeau qu'il a maigrement consenti a été de donner un jour de congé à Bob Cratchit. Et encore, se convainc-t-il, pour satisfaire à une inique convention sociale, une « pauvre excuse pour mettre la main dans la poche d’un homme tous les 25 décembre, dit-[il] en boutonnant sa redingote jusqu’au menton. Mais je suppose qu’il vous faut la journée tout entière ; tâchez au moins de m’en dédommager en venant de bonne heure après-demain matin ». Bob se réjouit pourtant de cette misère car il entend dignement fêter Noël avec sa famille en puisant dans ses 15 shillings hebdomadaires.
Scrooge dîne seul dans une taverne « mélancolique », puis rentre chez lui par la nuit noire : « La cour était si obscure, que Scrooge lui-même, quoiqu’il en connût parfaitement chaque pavé, fut obligé de tâtonner avec les mains. Le brouillard et les frimas enveloppaient tellement la vieille porte sombre de la maison, qu’il semblait que le génie de l’hiver se tînt assis sur le seuil, absorbé dans ses tristes méditations ». Mais voici qu'apparaît dans le marteau de la porte le visage de Jacob Marley, et que, quelques instants plus tard, la porte de la cave s'ouvre avec fracas. « Foutaises que tout cela », grommelle le vieillard, alors que résonnent des claquements de chaînes et des sonneries de cloches, et que se dresse bientôt devant lui le spectre tout entier. « Foutaises », se persuade-t-il sans grande conviction, car le fantôme est bien là : « Son corps était transparent, si bien que Scrooge, en l’observant et regardant à travers son gilet, pouvait voir les deux boutons cousus par derrière à la taille de son habit. Scrooge avait souvent entendu dire que Marley n’avait pas d’entrailles, mais il ne l’avait jamais cru jusqu’alors ». Marley a un message à transmettre : que Scrooge change de comportement, sinon il vivra, comme lui, l'enfer de l'éternité. De toute façon, il va être hanté par trois esprits chargés de lui montrer comment quitter le mauvais chemin. Sur ce, le fantôme s'efface à travers la fenêtre pour rejoindre un groupe de congénères évoluant dans l'air de la nuit. Scrooge s'essaie à son « foutaises » habituel, mais ne peut en prononcer que la première syllabe, et il se met au lit.

#### Deuxième couplet: Le premier des trois esprits

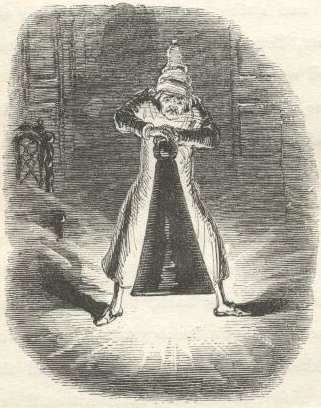
Scrooge éteint son spectral visiteur.

Une heure sonne à l'horloge lorsque Scrooge remarque une vive lumière perçant l'obscurité. Puis, alors que les rideaux de son lit sont violemment tirés par une main invisible, il discerne une « étrange silhouette, celle d’un enfant ; et néanmoins, pas aussi semblable à un enfant qu’à un vieillard vu au travers de quelque milieu surnaturel, qui lui donnait l’air de s’être éloigné à distance et d’avoir diminué jusqu’aux proportions d’un enfant ». C'est l'esprit des Noëls passés (en) qui invite Scrooge à revivre ces fêtes du temps jadis depuis son enfance. Son voyage commence avec un 25 décembre dans la solitude d'un pensionnat, avec pour toute compagnie Les Mille et Une Nuits, Robinson Crusoé, et Valentin et Orson. Il poursuit par un autre dans la même institution où sa sœur Fan est venue le chercher pour célébrer l'occasion en famille à Londres. Puis, il revit une autre fois alors qu'apprenti chez le vieux et jovial Fezziwig (en) : son ami Dick Wilkins et lui ont transformé l'entrepôt en salle de danse. Enfin, il revoit un dernier Noël quand Belle, sa fiancée, lui a rendu sa bague en lui reprochant de préférer l'argent à leur amour. De quoi émouvoir le vieil homme qui, mortifié de ce qu'il a perdu, prie l'esprit de bien vouloir lui épargner d'autres souvenirs. Rien n'y fait : alors,

« Laissez-moi ! s’écria-t-il ; ramenez-moi, cessez de m’obséder !
Dans la lutte, si toutefois c’était une lutte, car le spectre, sans aucune résistance apparente, ne pouvait être ébranlé par aucun effort de son adversaire, Scrooge observa que la lumière de sa tête brillait, de plus en plus éclatante. Rapprochant alors dans son esprit cette circonstance de l’influence que le fantôme exerçait sur lui, il saisit l’éteignoir et, par un mouvement soudain, le lui enfonça vivement sur la tête. 
L’esprit s’affaissa tellement sous ce chapeau fantastique, qu’il disparut presque en entier ; mais Scrooge avait beau peser sur lui de toutes ses forces, il ne pouvait venir à bout de cacher la lumière, qui s’échappait de dessous l’éteignoir et rayonnait autour de lui sur le sol. 
Il se sentit épuisé et dominé par un irrésistible besoin de dormir, puis bientôt il se trouva dans sa chambre à coucher. Alors il fit un dernier effort pour enfoncer encore davantage l’éteignoir, sa main se détendit, et il n’eut que le temps de rouler sur son lit avant de tomber dans un profond sommeil. »

#### Troisième couplet: Le deuxième des trois esprits

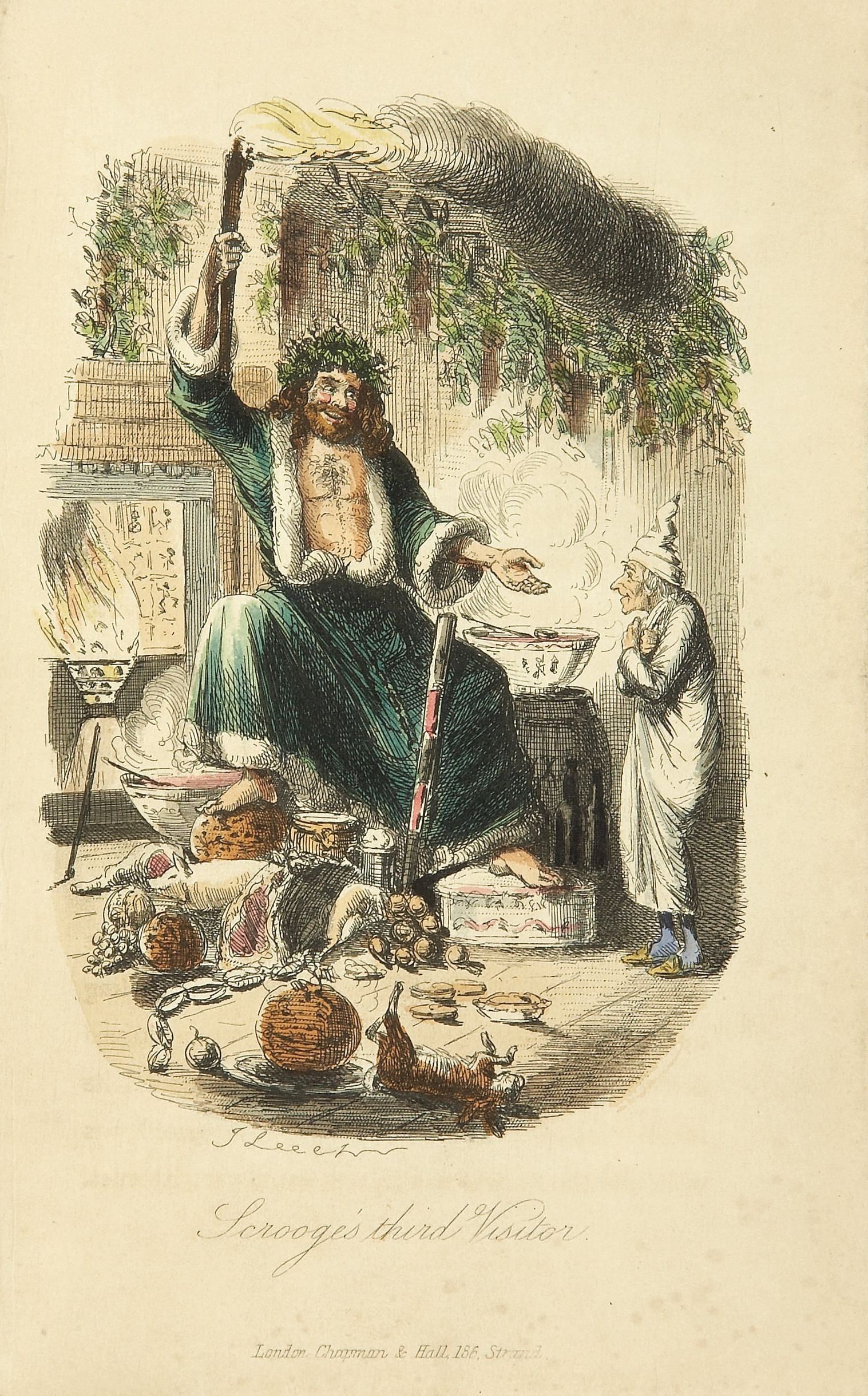
Le deuxième esprit, par John Leech.

L'horloge sonne à nouveau une heure, mais Scrooge ne remarque aucun signe de l'arrivée d'un nouvel esprit. Une lumière, cependant, semble émaner de la pièce contiguë. Il en ouvre la porte et se trouve face à face avec un brasier triomphant dans l'âtre et un esprit gigantesque trônant au sommet d'une corne d'abondance ruisselant de gâteries de saison. C'est l'esprit du Noël présent (en) qui conduit Scrooge le long des rues et dans les marchés où règnent l'abondance et la bonne volonté. Puis il l'emmène vers la maison de Bob Cratchit, où Mrs Cratchit et les enfants s'affairent à la préparation du dîner de fête. Bob revient de l'église avec son fils Tim (en). La famille se régale des maigres portions allouées : chaque petit morceau d'oie rôtie, chaque parcelle de purée, de goutte de sauce à la pomme, de miette du pudding final se voient méticuleusement dévorés. 

« Enfin, le dîner achevé, on enleva la nappe, un coup de balai fut donné au foyer et le feu ravivé. Le grog fabriqué par Bob ayant été goûté et trouvé parfait, on mit des pommes et des oranges sur la table et une grosse poignée de marrons sous les cendres. Alors toute la famille se rangea autour du foyer en cercle, comme disait Bob Cratchit, il voulait dire en demi-cercle : on mit près de Bob tous les cristaux de la famille, savoir : deux verres à boire et un petit verre à servir la crème dont l’anse était cassée. Qu’est-ce que cela fait ? Ils n’en contenaient pas moins la liqueur bouillante puisée dans le bol tout aussi bien que des gobelets d’or auraient pu le faire, et Bob la servit avec des yeux rayonnants de joie, tandis que les marrons se fendaient avec fracas et pétillaient sous la cendre. Alors Bob proposa ce toast :

« Un joyeux Noël pour nous tous, mes amis ! Que Dieu nous bénisse ! » La famille entière fit écho.

« Que Dieu bénisse chacun de nous ! », dit Tiny Tim le dernier de tous. »

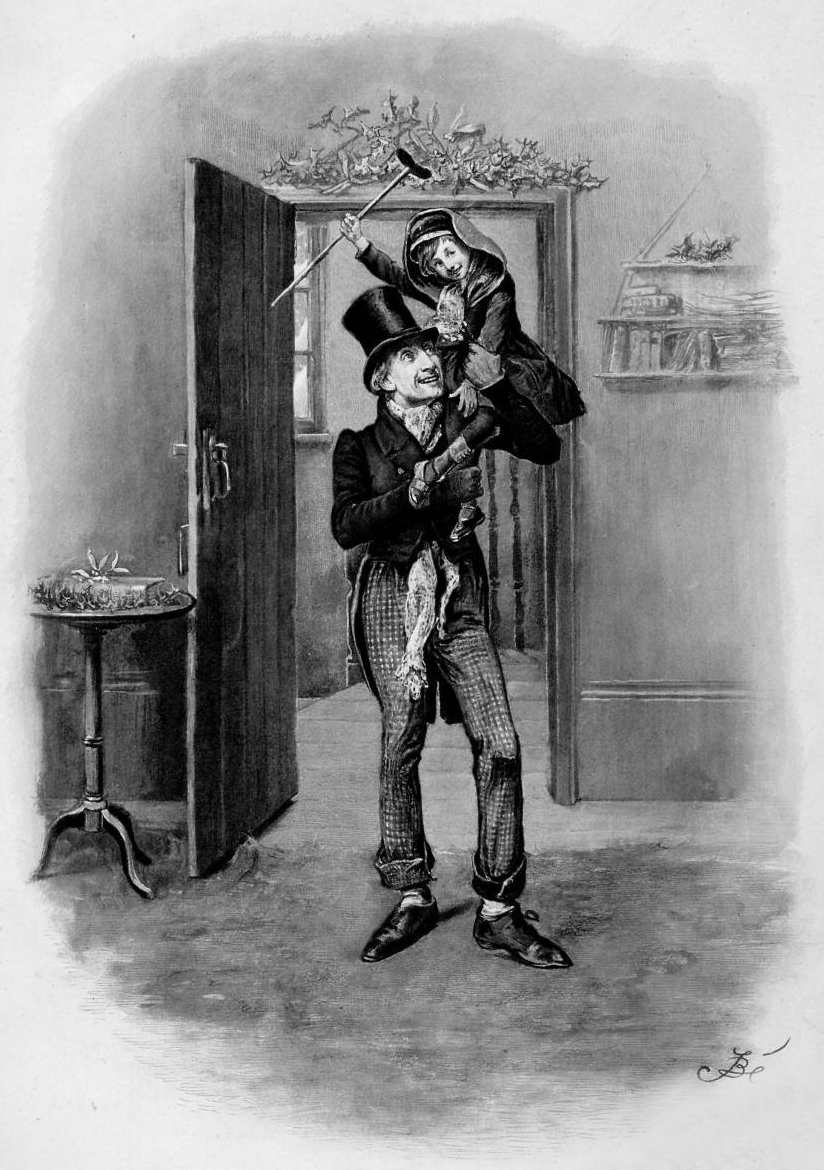
Le petit Tim et son cher papa.

Cette scène a, elle aussi, de quoi émouvoir le vieux Scrooge qui se préoccupe de savoir si Tiny Tim va vivre. La réponse de l'esprit est sibylline, mais ferme : « ― Si mon successeur ne change rien à ces images, qui sont l’avenir, reprit le fantôme, aucun autre de ma race ne le trouvera ici. Eh bien ! après ! s’il meurt, il diminuera le superflu de la population.

Scrooge baissa la tête lorsqu’il entendit l’esprit répéter ses propres paroles, et il se sentit pénétré de douleur et de repentir. » D'autant qu'il assiste maintenant à une scène qui le sidère et l'éclaire tout à la fois : Bob partage avec les siens des histoires de Noël, tous chantent des cantiques. Puis il lève son verre et, malgré une certaine hésitation de la part de Mrs Cratchit, chacun l'accompagne et lève le sien à la santé de… Mr Scrooge, « le mécène de notre petit gala. »
Le fantôme emmène Scrooge par les rues de la cité, dans la petite baraque d'un pauvre mineur, au sommet d'un phare solitaire et sur un navire en haute mer où se célèbrent les festivités de Noël. Puis Scrooge est conduit chez son neveu Fred où la fête bat son plein. Le vieil homme ressent soudain l'envie de se joindre aux chants et aux jeux de cette joyeuse compagnie, et même de participer au « Répondre par oui ou non » dont lui-même, Oncle Scrooge, est l'objet. Le fantôme vieillit, cependant, et se prépare à mettre un terme à « sa vie sur ce globe terrestre », mais Scrooge remarque deux affreux gamins cachés sous son voile. Ce sont Ignorance et Besoin, un garçonnet et une fillette difformes exilés là comme des rebuts d'humanité. « Ce sont les enfants des hommes, dit l’esprit, laissant tomber sur eux un regard, et ils s’attachent à moi pour porter plainte contre leurs pères. Celui-là est l’ignorance ; celle-ci la misère. Gardez-vous de l’un et de l’autre et de toute leur descendance, mais surtout du premier, car sur son front je vois écrit : Condamnation. Hâte-toi, Babylone, dit-il en étendant sa main vers la cité ; hâte-toi d’effacer ce mot, qui te condamne plus que lui, toi à ta ruine, comme lui au malheur. Ose dire que tu n’en es pas coupable ; calomnie même ceux qui t’accusent ! Cela peut servir au succès de tes desseins abominables. Mais gare la fin !

― N’ont-ils donc aucun refuge, aucune ressource ? s’écria Scrooge.

― N’y a-t-il pas des prisons ? dit l’esprit, lui renvoyant avec ironie pour la dernière fois ses propres paroles. N’y a-t-il pas des maisons de force ? ». » L’horloge sonne minuit, et au sein de l'épais brouillard qui s'ajoute à la nuit, Scrooge aperçoit un fantôme « à l’aspect solennel, drapé dans une robe à capuchon et qui venait à lui glissant sur la terre comme une vapeur ».

#### Quatrième couplet: Le dernier esprit

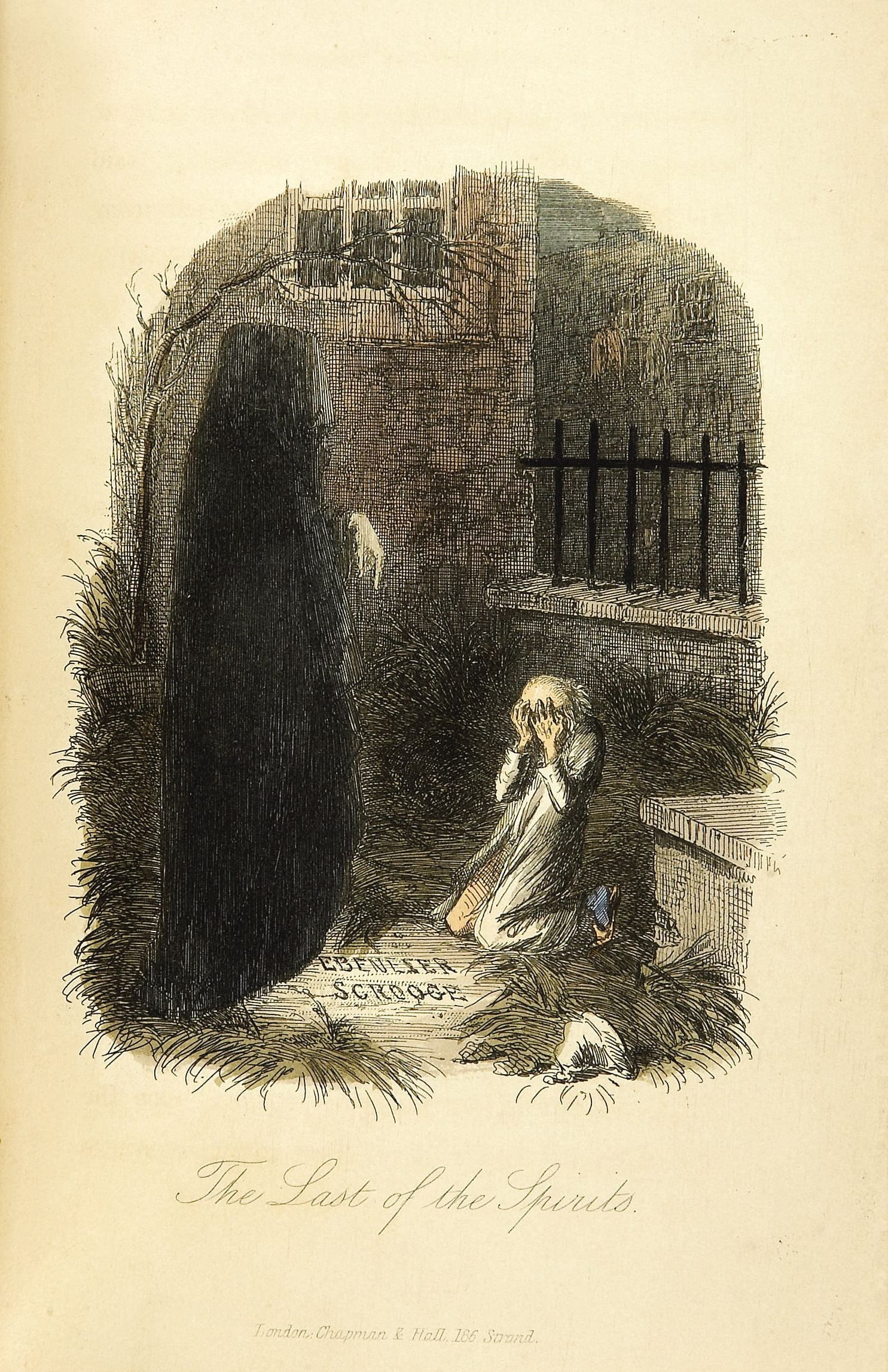
Le dernier des trois esprits, par John Leech.
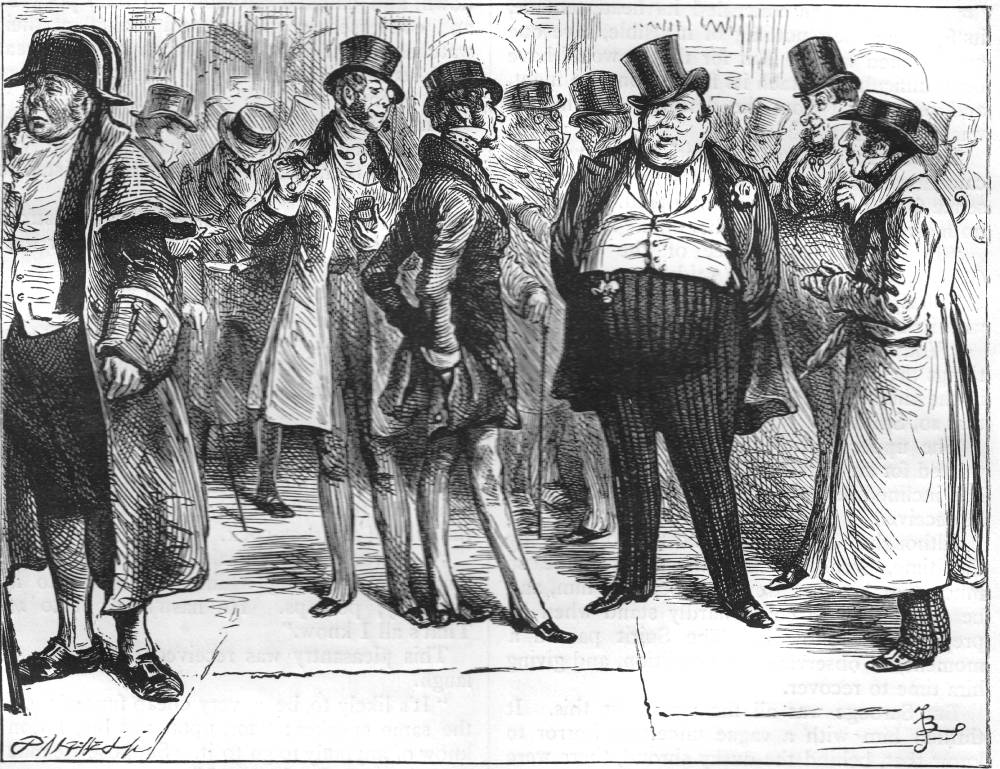
À la City, on se gausse de la mort de Scrooge, par Fred Barnard.
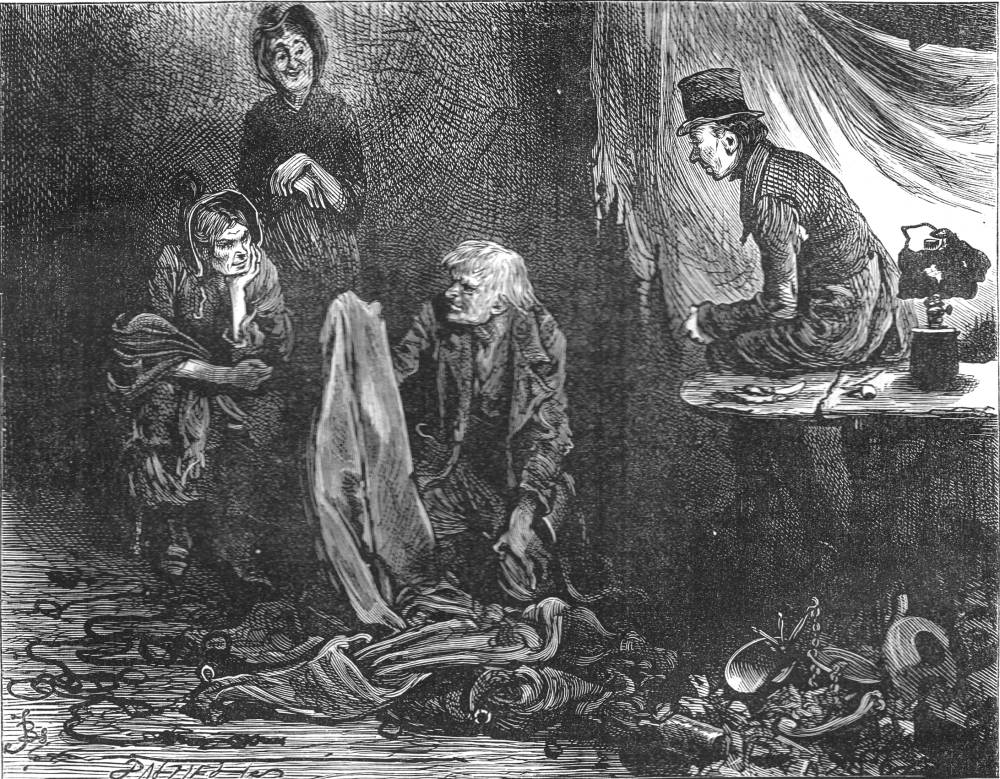
Femme de ménage et laveuse négociant les effets de Scrooge après son décès annoncé, par Fred Barnard.
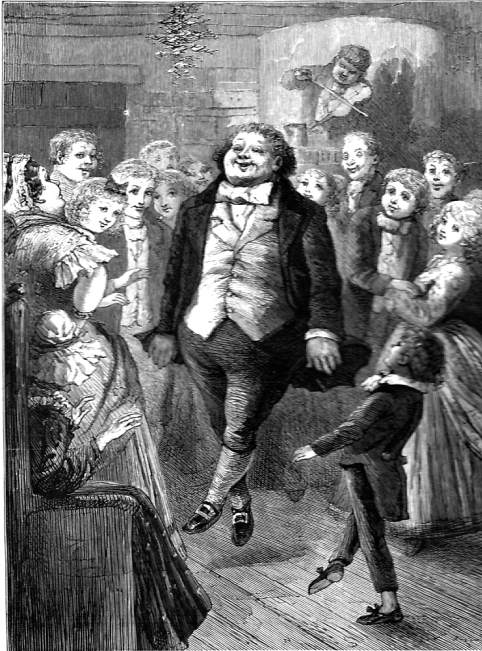
La fête de Mr Fezziwig, par Sol Eytinge.

C'est le fantôme des Noëls à venir (en) qui, d'emblée, le met en présence de quelques marchands de la City évoquant avec une parfaite indifférence la mort d'un de leurs collègues. Puis il le conduit chez un brocanteur où les biens du défunt sont vendus par ses propres serviteurs. Il le mène enfin dans une chambre plongée dans la pénombre où gît un corps sur un lit. Scrooge hésite à soulever le drap pour reconnaître le mort et pose une question qui le taraude : n'y a-t-il au monde un seul être que ce décès émeuve ? Pour toute réponse, le fantôme lui montre un couple qui s'en réjouit, car il l'a libéré, au moins pour un temps, de ses dettes. La lugubre promenade se poursuit et, cette fois, c'est chez Bob Cratchit que se retrouve le vieux Scrooge, où la famille pleure le petit Tiny Tim qui vient de mourir. Scrooge se sent alors prêt à savoir l'identité du cadavre gisant seul dans la nuit. Le fantôme, exauçant son vœu, le conduit dans un cimetière où il découvre sa propre tombe avec, inscrit en grosses lettres noires, le nom « EBENEZER SCROOGE ». « Esprit, s’écria-t-il en se cramponnant à sa robe, écoutez-moi ! je ne suis plus l’homme que j’étais ; je ne serai plus l’homme que j’aurais été si je n’avais pas eu le bonheur de vous connaître. Pourquoi me montrer toutes ces choses, s’il n’y a plus aucun espoir pour moi ? 

Pour la première fois, la main parut faire un mouvement.

– Bon esprit, poursuivit Scrooge toujours prosterné à ses pieds, la face contre terre, vous intercéderez pour moi, vous aurez pitié de moi. Assurez-moi que je puis encore changer ces images que vous m’avez montrées, en changeant de vie ! »
Mais le fantôme s'évanouit dans le montant du lit et Scrooge est laissé seul à ses pensées.

#### Cinquième couplet: La conclusion

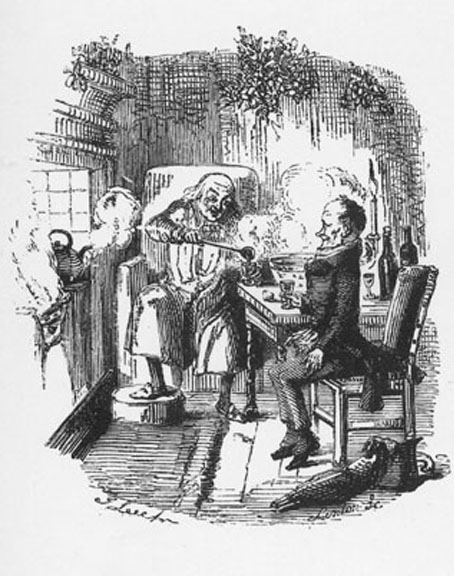
Scrooge et Bob Cratchit partageant un punch fumant, par John Leech.

Il répète ses promesses, fait et refait ses prières. Jamais plus, ce qui eût pu être ne doit l'assaillir, cela il en est désormais sûr. Il se rue vers la fenêtre, ouvre tout grand les volets et découvre le glorieux matin. Le jeune garçon d'en bas lui apprend que c'est le jour de Noël et Scrooge exulte de n'avoir point manqué la fête. Il le dépêche aussitôt chez le volailler pour acheter la plus savoureuse des dindes qu'il destine aux Cratchit et sort de chez lui. Chaque personne qu'il rencontre est accueillie par un sonore « Joyeux Noël ! » ! Les institutions charitables sont gratifiées de confortables sommes d'argent ! La messe de Noël le reçoit parmi les fidèles ! Et la journée s'achève par l'arrivée chez le neveu où tout, victuailles, jeux, compagnie, bonheur, convivialité, tout, décidément, est parfait !
Le lendemain matin, Scrooge est à son bureau de bonne heure et y attend Bob Cratchit qui, apeuré et confus, présente ses excuses pour son retard de dix-huit minutes, avec la promesse que jamais cette transgression ne se répétera. Et Scrooge de prendre sa voix sévère et son ton impérieux pour proclamer : « Fort bien ; mais je vous dirai, mon ami, […] que je ne puis laisser plus longtemps aller les choses comme cela. Par conséquent, poursuivit-il, en sautant à bas de son tabouret et en portant à Bob une telle botte dans le flanc qu’il le fit trébucher jusque dans sa citerne ; par conséquent, je vais augmenter vos appointements! ». Et l'après-midi, maître et employé partagent une soupière de vin chaud fumant.
Conclusion de cette nuit fantomatique

« Quant à Tiny Tim, qui ne mourut pas, Scrooge fut pour lui un second père. Il devint un aussi bon ami, un aussi bon maître, un aussi bon homme que le bourgeois de la bonne vieille Cité, ou de toute autre bonne vieille cité, ville ou bourg, dans le bon vieux monde. Quelques personnes rirent de son changement ; mais il les laissa rire et ne s’en soucia guère ; car il en savait assez pour ne pas ignorer que, sur notre globe, il n’est jamais rien arrivé de bon qui n’ait eu la chance de commencer par faire rire certaines gens. Puisqu’il faut que ces gens-là soient aveugles, il pensait qu’après tout il vaut tout autant que leur maladie se manifeste par les grimaces, qui leur rident les yeux à force de rire, au lieu de se produire sous une forme moins attrayante. Il riait lui-même au fond du cœur ; c’était toute sa vengeance.
Il n’eut plus de commerce avec les esprits ; mais il en eut beaucoup plus avec les hommes, cultivant ses amis et sa famille tout le long de l’année pour bien se préparer à fêter Noël, et personne ne s’y entendait mieux que lui : tout le monde lui rendait cette justice.
Puisse-t-on en dire autant de vous, de moi, de nous tous, et alors, comme disait Tiny Tim :

– Que Dieu nous bénisse, tous tant que nous sommes ! »

### Récapitulation

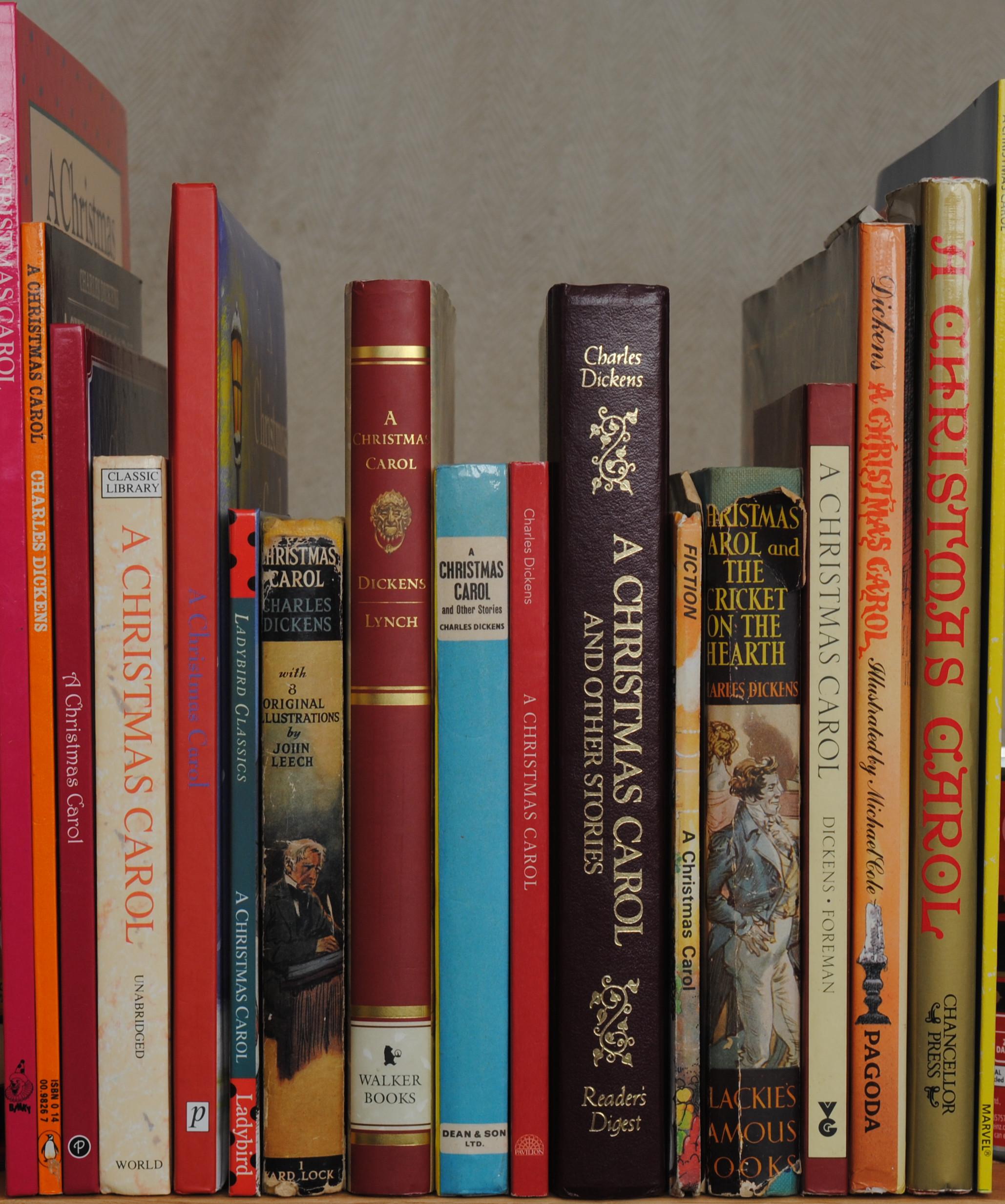
Quelques-unes des nombreuses éditions de A Christmas Carol.

#### Personnages
Les personnages d'Un chant de Noël sont peu nombreux : Scrooge, Bob Cratchit, Tiny Tim, accessoirement Mrs Cratchit, sans prénom mais parfois nommée Emily dans certaines adaptations, le petit garçon des rues, le visiteur anonyme au ventre rebondi, la femme de ménage et la laveuse, des affairistes de la cité, quelques commerçants, le neveu Fred et sa mère Martha, le marchand Mr Fezziwig.
Reste aussi un souvenir secret, celui de Belle, l'amour jamais oublié de Scrooge, celle qui, il y a si longtemps, l'a quitté tant elle a été horrifiée par son avidité. Ainsi, cet homme d'acier recèle une faille secrète, révélée, comme tout son passé, par son voyage fantomatique, en fait un itinéraire intérieur. À ce titre, Un chant de Noël apparaît comme un roman d'apprentissage inversé, parcourant la vie à contresens, pratiquement de la mort à la naissance, avant d'aboutir à une renaissance. Si cette nouvelle aventure est possible, c'est que Scrooge possède un potentiel de régénération : ce n'est pas la peur qui lui fait changer de posture, mais l'accès, favorisé par la nostalgie amoureuse, à une sagesse, inhérente en lui mais toujours refoulée. Les digues du conformisme se sont rompues et le flot vital a repris son cours. Ainsi, si Scrooge s'affirme comme le protagoniste de l'histoire, il en est également l'antagoniste car il n'a eu nul autre ennemi que lui-même. D'ailleurs, ce rôle s'éteint automatiquement dès l'instant de sa conversion. Avant ce dramatique revirement, malgré des certitudes affichées, il est la victime de démons intérieurs, sans doute nourris, le narrateur le laisse entendre, par sa blessure inavouée. Et s'il s'amende soudain de façon aussi radicale, c'est que ces démons se sont nommés et identifiés par l'intercession de ses guides dans le temps et dans l'espace, tels Virgile tenant Dante par la main à travers le dédale de l'Hadès, jusque dans les entrailles de son propre enfer.
Parmi les fantômes, Jacob Marley (en) tient une place à part, car il a bien été un homme, la copie conforme de Scrooge, et son statut d'esprit ne lui enlève en rien sa condition passée. Comme lui, il a connu l'obsession de l'argent, l'indifférence à autrui, sa condition présente n'étant que la réplique de son aliénation d'autrefois : les chaînes qui le retiennent aujourd'hui sont celles-là mêmes qui entravaient son cœur et bridaient ses employés ou ses débiteurs. À ce titre, il sert à la fois de repoussoir et de catalyseur.
Les autres esprits appartiennent au surnaturel : ils représentent des notions abstraites, le temps passé (en), le temps présent (en), le temps futur (en) ; le premier, en réveillant les souvenirs enfouis, déclenche le revirement de Scrooge qui permet de redresser le deuxième et annihiler le troisième. En somme, Marley ne reflète que lui-même et ses erreurs passées, et par jeu de miroir, celles de son ancien collègue. Mais ses compères jouissent d'un statut bien supérieurs, ni hommes ni dieux, allégories morales douées de pédagogie, sachant doser leurs effets, monter en puissance et se relayer au moment crucial. Alors que leur pseudo-victime, en fait un pécheur qu'ils ont mission de sauver, résiste de moins en moins et se révèle mûr pour l'assaut final.
Restent les Cratchit, représentant l'humanité telle qu'elle devrait être, sortes d'allégories eux aussi, à la fois victimes et vainqueurs, triomphant des rigueurs sociales par la vertu de leur âme et l'amour qui les anime. Rien d'étonnant que Dickens ait bâti tout un échafaudage pathétique autour d'eux, façon de mettre en relief les anti-Scrooge et Marley qu'ils sont et de les proclamer héros de cette lutte entre le bien et le mal. Incarnation du premier, ils triomphent du second comme passivement, sans lutter, par leur simple exemple. Si conte de fées il y a, c'est chez eux qu'il se déroule, les fantômes n'ayant servi que de révélateurs des vertus qu'ils portent.

#### Un anti-conte de fées
Pour autant, à se référer au stéréotype du conte de fées que représentent l’œuvre des frères Grimm, celles de Charles Perrault et de Hans Christian Andersen, Un chant de Noël, malgré ses aspects fantastiques et surnaturels, échappe à cette catégorie. Les fantômes n'apparaissent et s'évanouissent que lorsque sonnent les heures à l'horloge, le récit se termine bien, en particulier pour les enfants de l'histoire, Tiny Tim qui en est l'un des pivots et le petit garçon des rues promu au rang de protégé. Cependant, il s'adresse essentiellement aux adultes, avec des acteurs âgés ou morts, des puissances surnaturelles restant sans substance. Et il faut attendre la fin pour échapper à la terreur qu'engendre la rudesse de Scrooge et, par voie de conséquence, l'obséquiosité craintive de son employé.
Cependant, le changement du vieil avare en un homme ouvert à la détresse d'autrui ne s'effectue pas en une démarche intérieure spontanée. Il y faut l'intervention de l'irrationnel, si bien que le monde réel est sans cesse remis en question par le monde surnaturel. Dickens a conscience du danger que représente cette intrusion et, dès l'incipit, il s'adresse au lecteur soupçonneux pour l'assurer que « Marley était mort, pour commencer. Là-dessus, pas l’ombre d’un doute », répétant avec insistance que « Marley était mort : ce point est hors de doute, et ceci doit être parfaitement compris ; autrement l’histoire que je vais raconter ne pourrait rien avoir de merveilleux ». Ainsi, l'apparence de la tradition orale est conservée : une sorte de conversation s'installe entre lecteur et narrateur, avec des apostrophes telles que « Mind! » (« Vous comprenez ? ») ou une question posée et une réponse apportée : « Scrooge savait-il qu’il fût mort ? Sans contredit. Comment aurait-il pu en être autrement ? ».
De plus, Dickens prend garde que Scrooge tente jusqu'au bout de s'expliquer en termes rationnels les étranges apparitions qui l'assaillent. Lorsque le visage de Marley se dessine dans le marteau de la porte, il n'est que « surpris » (startled), puis se débarrasse du problème avec un haussement d'épaules (Pooh, Pooh!) avant que, « se sentant un grand besoin de repos, soit par suite de l’émotion qu’il avait éprouvée, des fatigues de la journée, de cet aperçu du monde invisible, ou de la triste conversation du spectre, soit à cause de l’heure avancée, il alla droit à son lit, sans même se déshabiller, et s’endormit aussitôt ». « Foutaises ! » reste à l'ordre du jour, répété neuf fois en une page, ce qui oblige le narrateur à feindre le désarroi : « Non, il n'y croyait toujours pas, même maintenant […] ce ne saurait être qu'un désordre des sens ». Cette posture narrative, alignant le scepticisme supposé du lecteur sur le rationalisme du protagoniste, fait que l'histoire doit basculer, comme l'écrit Harry Stone, « de la tête vers le cœur ».

## Thème
Dickens a écrit dans la préface de l'édition originale : 

« Je me suis efforcé dans ce petit livre fantomatique, de soulever un fantôme d'idée qui ne mettra pas les lecteurs de mauvaise humeur, ni envers eux-mêmes, ni leurs proches, ni le temps de l'année, ni moi-même. Qu'elle hante plaisamment leur foyer et que personne ne songe à s'en débarrasser. Leur loyal serviteur et ami, C. D., décembre 1843. »

L'accent est mis sur l'agréable, de pair avec la saison de l'année. Pourtant, le conte n'est pas essentiellement festif et pose de nombreuses questions tant de société que d'ordre personnel.

### Conte et roman en parallèle
Un chant de Noël a été écrit en même temps que Martin Chuzzlewit avec lequel il partage ses principaux thèmes, les deux œuvres traitant essentiellement de l'égoïsme. Scrooge, comme Anthony et Jonas Chuzzlewit, est obsédé par l'argent, et la charité, d'abord absente du conte, n'est satiriquement incarnée dans le roman que par l'acariâtre fille de Seth Pecksniff. La déférence dont témoigne Bob Cratchit envers son patron se voit caricaturée dans l'admiration aveugle que Tom Pinch porte à son usurpateur de maître. Les deux histoires concernent aussi un changement radical, la soudaine mutation de Scrooge en homme de bien et la longue avancée du jeune Martin vers l'identification et l'admission de son égocentrisme. Toutefois, alors que la conversion de Scrooge le réintègre dans la communauté des hommes, dénouement éminemment positif, l'avenir du jeune Martin ne s'irradie pas de semblable lumière. Tout juste est-il, avec Mary Graham, autorisé à rejoindre le groupe amical mais limité de Tom Pinch et de sa sœur Ruth, qu'a intégré John Westlock, et en fin de compte le Chuzzlewit converti reste tout aussi égoïste qu'avant sa conversion. Dans l'un, l'intense jubilation de la réussite, dans l'autre la médiocrité du succès, le conteur offrant avec Noël « de lumineuses vacances au romancier englué dans les ténèbres ».

### Simplicité trompeuse
La simplicité du récit, sa structure sans ramification en trois parties qu'encadrent un prologue et un épilogue, la soudaine conversion du protagoniste en une seule nuit, ce schématisme a incité certains critiques à déplorer le manque de réalisme du conte. Dans le vrai monde, disent-ils, Tiny Tim serait mort et Scrooge aurait pris son temps pour parvenir à une saine appréciation des choses. Tel n'est pas le but que poursuit Dickens, remarque Paul Davis, il a souhaité reprendre une vieille comptine et lui donner ce qu'il a appelé « un statut plus élevé ». À cette fin, il s'est coulé dans l'imaginaire du conte de fées et a rendu son histoire intemporelle, comme ancrée dans la culture populaire « à la manière de Cendrillon ou du Petit Chaperon rouge », effet renforcé par le ton bonhomme (avuncular) du narrateur, évoquant la tradition orale des légendes ancestrales.
Cependant, le conte n'est pas exempt d'ambiguïté et, même avant sa conversion, écrit Paul Davis, Scrooge se révèle être plus qu'un stéréotype d'avare. C'est un homme disert, non sans humour, critiquant avec entrain les adeptes de la fête et affichant une indignation trop appuyée pour ne pas devenir suspecte : « Si je pouvais en faire à ma tête, […] tout imbécile qui court les rues avec un gai Noël sur les lèvres serait mis à bouillir dans la marmite avec son propre pouding et enterré avec une branche de houx au travers du cœur. C’est comme ça ». Son ardeur empressée à discourir avec son neveu Fred, puis les deux représentants de l'association caritative, témoigne que, s'il paraît « fermé comme une huître », son passé n'est pas exempt de souffrance : la mort de sa sœur bien-aimée par exemple, la perte de son amour surtout. Tout l'art de Dickens consiste à subvertir discrètement le commentaire du narrateur par le comportement même du personnage qui en est l'objet, épaississant ainsi progressivement sa psychologie et élaborant un regard virant peu à peu à la compassion. D'ailleurs, cette sympathie souterraine se confirme au grand jour lorsqu'il partage l'exultation d'un Scrooge cabriolant et pris d'« un rire splendide, un des rires les plus magnifiques, le père d’une longue, longue lignée de rires éclatants », ravi d'apprendre de la bouche du petit garçon des rues, désormais qualifié de « très intelligent », qu'en définitive il n'a pas raté la fête,.

Un adjectif, répété à la fin en leitmotiv, résume l'attitude du protagoniste, la morale de l'intrigue et la nature même de l'histoire, c'est wonderful (« merveilleux ») : « Wonderful party, wonderful games, wonderful unanimity, won-der-ful happiness! » : tout est merveilleux dans ce conte, le surnaturel, la révélation de Scrooge, sa rédemption, la fête qu'il célèbre désormais : 

« Il n’eut plus de commerce avec les esprits ; mais il en eut beaucoup plus avec les hommes, cultivant ses amis et sa famille tout le long de l’année pour bien se préparer à fêter Noël, et personne ne s’y entendait mieux que lui : tout le monde lui rendait cette justice. »

 « Merveilleux », ainsi, s'applique à la morale même de l'épilogue qui par là jure avec la convention du roman victorien distribuant bons et mauvais points. Si Tiny Tim vit et se régale d'une dinde deux fois grosse comme lui, si Bob Cratchit obtient une augmentation de ses appointements, si le petit garçon des rues se transforme en jeune ami, nul blâme infligé, nul prix à payer pour le responsable des maux de naguère. Sans résistance, Scrooge se mue en grand-père ordinaire et généreux ; « Et pour Tiny Tim, qui ne mourut PAS  [sic], [il] fut pour lui un second père », le vieil avare indifférent et brutal s'oblitérant de lui-même, ce qui n'est pas le moindre miracle de cette histoire.

### Préoccupation sociale

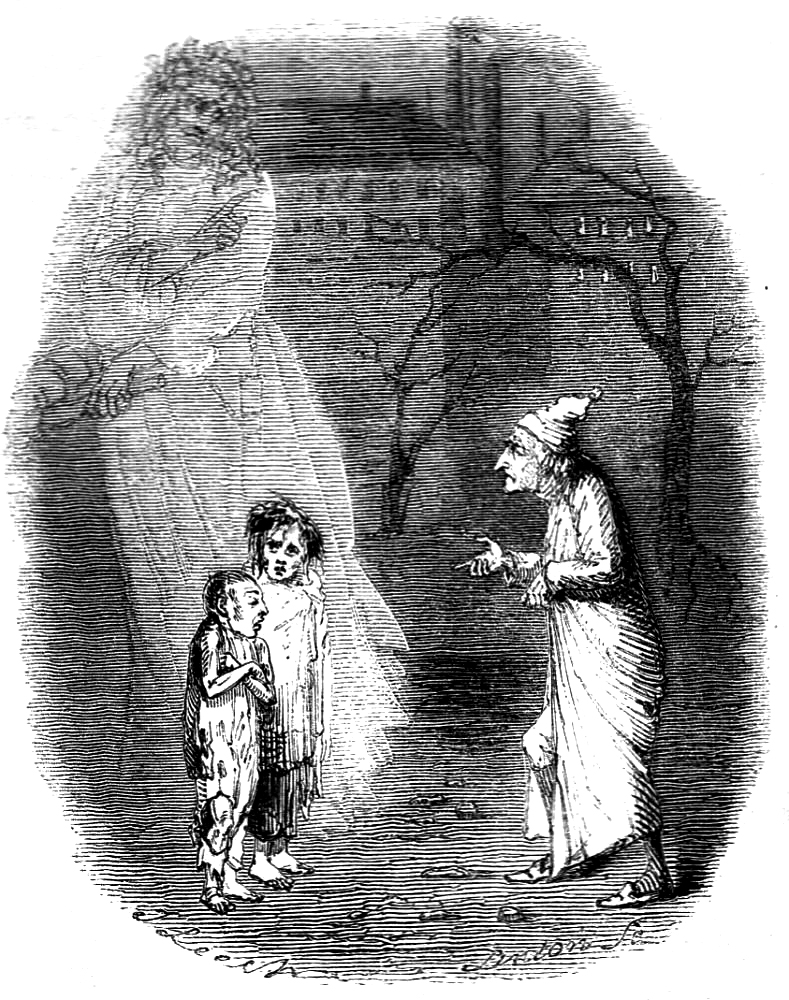
Ignorance et Besoin, par John Leech.

Au cœur du conte, en effet, Dickens a un message à faire passer : une société dont les maîtres ne se préoccupent que de rentabilité sans se soucier du bien-être général est une société mortifère. Scrooge ne sait rien de son employé, hormis le misérable salaire qu'il lui verse chaque semaine. Cette indifférence le rend responsable du manque de soins dont souffre le petit Tim, puisque son père, qui travaille de longues heures chaque jour, n'a pas de quoi les payer. Son obsession pour l'argent, écrit Paul Davis, l'a enchaîné au tiroir-caisse et a bardé les jambes de l'enfant d'un corset de fer, « quincaillerie objectifiant sa dureté ».
Avec le merveilleux, Dickens exprime ses préoccupations sociales concernant tous les petits Tim, ces milliers d'enfants vivant dans le dénuement, la saleté et la maladie, si bien que la moitié seulement atteint l'âge de 10 ans. Il a œuvré pour l'éducation et, en particulier, les Ragged Schools, gratuites et offrant un minimum d'instruction, y compris et à son regret, religieuse, le tout orienté vers l'acquisition d'un savoir-faire pratique,. Ces enfants apparaissent sous la forme de deux allégories, le garçonnet « Ignorance », la fillette « Besoin », le premier portant sur son front le terrible mot « condamné » (doom). En effet, la mort programmée du jeune Tiny Tim est destinée à choquer autant qu'émouvoir : Michael Patrick Hearn rapporte qu'un spectateur bostonien avait remarqué en 1867 que le passage relatant cet événement avait « fait sortir tant de mouchoirs des poches qu'on eût dit une tempête de neige entrée sans billet dans la salle ».

Se pose aussi le problème du « sabbatarianisme », doctrine prêchant la stricte observance du dimanche réservé à la pratique religieuse. Déjà en 1836, Dickens avait publié un pamphlet sur le sujet, Sunday Under Three Heads (« Dimanche sous trois têtes »), sous le pseudonyme de Timothy Sparks, dénonçant un projet de loi visant à interdire toute récréation dominicale,. Pour lui, il s'agit d'une nouvelle hypocrisie des classes dirigeantes, déguisée en piété pour accentuer leur domination sur les plus pauvres. Le dimanche, écrit-il en substance, est le seul jour où ils peuvent se divertir, ce que font leurs exploiteurs toute la semaine. Dans Un chant de Noël, cette préoccupation s'exprime par le dialogue de Scrooge avec l'Esprit du temps présent : 

« Esprit, dit Scrooge après un instant de réflexion, je m’étonne alors que, parmi tous les êtres qui remplissent les mondes situés autour de nous, des esprits comme vous se soient chargés d’une commission aussi peu charitable : celle de priver ces pauvres gens des occasions qui s’offrent à eux de prendre un plaisir innocent […] Pardonnez-moi, si je me trompe. Cela se fait en votre nom ou, du moins, au nom de votre famille, dit Scrooge. ― Il y a, répondit l’esprit, sur cette terre où vous habitez, des hommes qui ont la prétention de nous connaître et qui, sous notre nom, ne font que servir leurs passions coupables, l’orgueil, la méchanceté, la haine, l’envie, la bigoterie et l’égoïsme ; mais ils sont aussi étrangers à nous et à toute notre famille que s’ils n’avaient jamais vu le jour. Rappelez-vous cela, et une autre fois rendez-les responsables de leurs actes, mais non pas nous. »

### «La philosophie de Noël» (Louis Cazamian) et le patrimoine chrétien
Pour autant, comme l'écrit Valerie Cunningham, Un chant de Noël s'inspire du message de l'Évangile : « La bonté devant habiter chacun, c'est, comme Jésus, se préoccuper discrètement du bien-être des hommes, en particulier, de ses voisins ».
En cela, le conte adhère au schéma du Bildungsroman, fondé sur la rédemption du héros d'abord égaré. Dans son récit autobiographique A Christmas Tree (« Le Sapin de Noël »), paru dans Household Words en décembre 1850, Dickens évoque le symbole de l'étoile de Noël : « Dans chaque tableau ou impression qu'inspire ce temps de l'année, que l'étoile brillant au faîte du toit des pauvres gens demeure l'étoile du monde chrétien tout entier […] que le cœur, la confiance de chaque enfant se tournent vers le Jésus de l'arbre de Noël […] et l'arbre nous dira les paroles eucharistiques du dernier souper […] : ceci commémore la loi de l'amour et de la bonté, de la pitié et de la compassion […] ». Célébrer Noël se fait donc sur ordre de Dieu, la fête annuelle étant érigée à la hauteur d'un véritable sacrement. Même s'il s'agit d'un Noël, poursuit Valerie Cunningham, dont les agapes sont, elles aussi, une « obligation sacrée […] sacralisation sentant fort le terre-à-terre, nostalgie des bombances d'antan », la morale ultime reste que tout progrès, social ou personnel, passe par la mutation des esprits et des cœurs, l'accès individuel à la charité : alors, dans l'esprit de Dickens, « tel le Christ venu à Noël, le Ciel peut-il descendre sur la terre des hommes ».
Stephen Skelton est même d'avis que le conte est souvent lu à contresens plutôt que le séculier, explique-t-il, c'est le sacré qu'il privilégie. Le livre est en effet serti d'allusions bibliques « désormais inaccessibles au lecteur moderne ». D'abord son titre, loin de ritournelles comme Jingle Bells mais célébrant la naissance du Christ. Puis, lorsque Scrooge rappelle que Marley, transparent, n'a pas d'entrailles, il se réfère à l’Évangile selon Jean où il est question des « entrailles de la compassion », ce dont, évidemment, Marley est dépourvu. De même, dans le nom « Cratchit », Dickens glisse cratch, antique appellation de la crèche. Enfin, Skelton divise le conte en quatre phases : le péché, le regret, le repentir, la rédemption, « voyage, précise-t-il, n'appartenant pas seulement à Scrooge, mais partage de tout un chacun ».
Cette « philosophie de Noël », comme l'appelle Louis Cazamian ou « philosophie du cantique », selon Dickens lui-même, s'est vue rappelée chaque Noël jusqu'en 1848, avec Les Carillons en 1844, Le Grillon du foyer en 1845, La Bataille de la vie en 1846 et L'homme hanté en 1848. Chaque fois, Dickens y célèbre les festivités, le repas, les danses, mimes et jeux, l'innocence enfantine, la nécessaire compassion envers autrui. À ces nouvelles, se sont ajoutés, jusqu'en 1867, des numéros spéciaux de Household Words, puis de All the Year Round, les deux premiers relevant directement de Noël. Les autres se focalisant plus sur le pouvoir de l'esprit à surmonter l'adversité et à retrouver l'espoir en la bonté. Tous, cependant, « frappant l'accord de Noël » (striking the chord of Christmas), selon sa propre formulation lors de la préparation du numéro de 1852. Noël a aussi occupé une place privilégiée dans nombre de ses romans. C'est chez les Wardle, lors d'une célébration de fin d'année digne des anciennes traditions que se ressourcent Mr Pickwick et ses hommes. La première rencontre de Pip avec Magwitch se situe juste avant le repas de Noël traditionnel de la famille Gargery. Et Noël tient une place de choix dans le dernier roman pour accentuer le hiatus sévissant entre le sacré de l'occasion et le vide moral d'une société livrée à une parodie de célébration,.

### Un chant de Noëlet l'idéologie domestique de Dickens

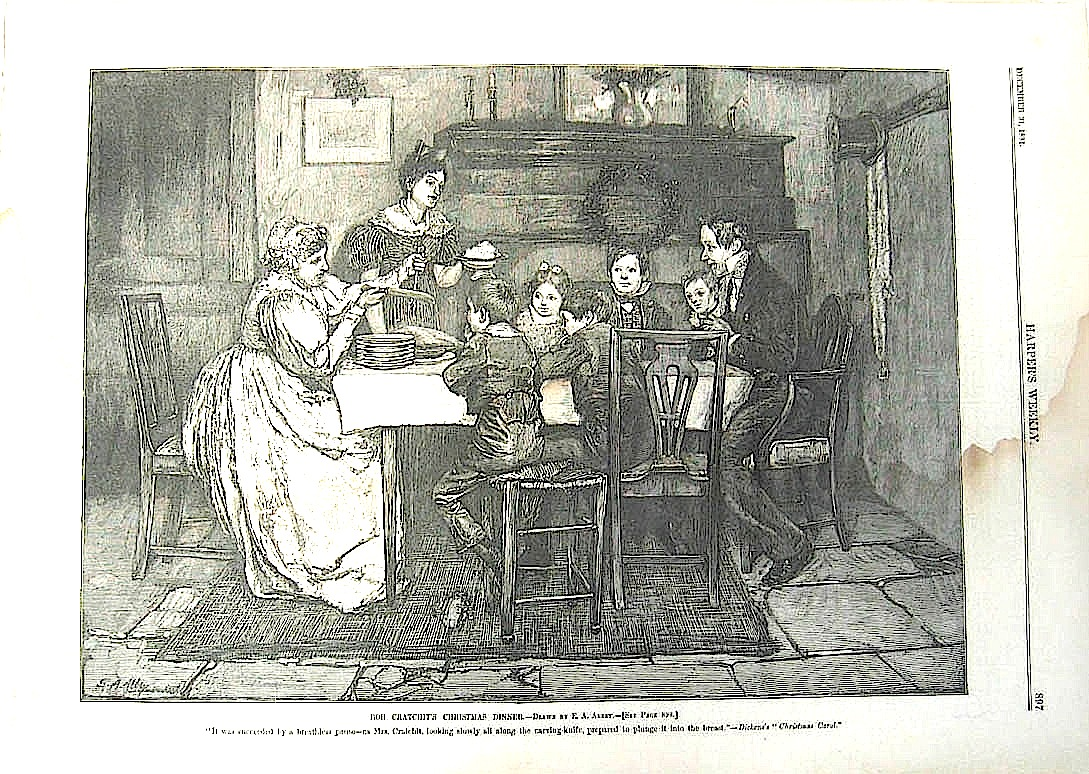
L'oie de Noël chez les Cratchit (Harper's Magazine).

Catherine Waters écrit qu'Un chant de Noël a beaucoup contribué à cristalliser les vues de Dickens sur ce qu'elle appelle son « idéologie domestique ». Son exaltation du « foyer » (hearth) comme valeur suprême se focalise autour d'un type de femme, retrouvée dans tous ses contes consacrés à Noël, celui de la petite ménagère se démenant pour offrir à sa famille le bonheur qu'elle attend. Ainsi Dot Periwinkle dans Le Grillon du foyer, Mrs Cratchit dans Un chant de Noël, dont la gestion d'un logis plutôt exigu, mais rendu douillet par ses soins, illuminé par un âtre chaleureux et un souper alléchant, exalte sa vertu princeps. D'ailleurs, lors de ses lectures du conte en public, Dickens, est-il rapporté, invitait ses auditeurs à se rassembler « autant que possible en un groupe d'amis pour écouter une histoire comme au coin du feu ». Aussi s'est-il forgée toute une légende sur Dickens « l'apôtre de Noël » et, le Noël suivant sa mort en 1870, toute la Grande-Bretagne s'est trouvée invitée à célébrer son conte « à la veillée, rideaux tirés, braises tisonnées, garçons et filles de retour de l'école réunis autour de l'âtre, et Père leur lisant cette petite légende enchanteresse ».

## Impact
« Merry Christmas! » (« Joyeux Noël ! ») ; c'est depuis la parution du Chant de Noël, écrit Cochrane, que le monde anglo-saxon se salue ainsi chaque 25 décembre en signe de ralliement. D'après Standiford, le patronyme « Scrooge » s'est transformé en nom commun et l'exclamation « humbug » est devenue populaire. Au printemps de 1844, The Gentleman's Magazine note une soudaine augmentation des dons aux institutions charitables, et Robert Lewis Stevenson, après avoir lu le conte en 1874, fait vœu de générosité. Thomas Carlyle, une fois le livre fermé, organise à l'instar de Scrooge deux dîners de fête pour des familles nécessiteuses. Outre-Atlantique, un industriel nommé Fairhurst, après avoir assisté à une lecture publique à Boston en 1867, décide de fermer son usine chaque 25 décembre et de faire livrer une dinde à ses employés. Au début du XXe siècle, la reine de Norvège envoie des cadeaux de Noël signés « Tiny Tim » aux petits londoniens handicapés, et selon Ruth Glancy, le conte se lit dans les tranchées de la Première Guerre mondiale.
Ainsi, pour l'historien Ronald Hutton, la célébration de Noël telle qu'elle se pratique aujourd'hui doit beaucoup au renouveau enclenché par Dickens. Selon lui, le romancier a cherché à promouvoir la générosité personnelle aux dépens des admonitions de l'Église et de l'action communautaire des paroisses. Sa vision d'ordre séculier, se surimposant à la pratique religieuse, a inauguré les rituels centrés autour du repas de fête, de la convivialité familiale et de l'échange de cadeaux. À ce titre, Margaret Oliphant n'avait pas tort de souligner l'importance – mais elle le faisait de manière ironique – de la dinde, si abondamment distribuée après la conversion de Scrooge. C'est ainsi qu'un simple conte, ne figurant pas parmi les meilleures œuvres de son auteur, d'abord écrit pour des raisons financières et à l'origine conçu dans la tradition des morality tales des XVe siècle et XVIe siècle, offrant une allégorie de la rédemption mue par un pathos appuyé, en est venu à redéfinir l'esprit et l'importance d'une célébration de saison étouffée depuis l'emprise puritaine du XVIIe siècle.
Comment expliquer cette longévité, s'interrogent toujours les critiques ? La réponse est simple, écrit Toby Young : inextricablement mêlé à la fête de Noël dans l'imaginaire collectif, le conte a survécu non par sa valeur intrinsèque mais en ce qu'il fait désormais partie, comme le single Merry Xmas Everybody! du groupe Slade, lancé en 1973, du rituel immuablement déroulé chaque 25 décembre. En cela, il donne tort à George Orwell pour qui la longévité littéraire n'est pas un gage de mérite ; si une œuvre, même de médiocre envergure, écrit Toby Young, est promue au rang d'accessoire de fête populaire, de surcroît auréolée d'une connotation religieuse, elle se fraye un chemin à travers les rigueurs de la postérité et demeure en gloire.

## Manière d'écrire

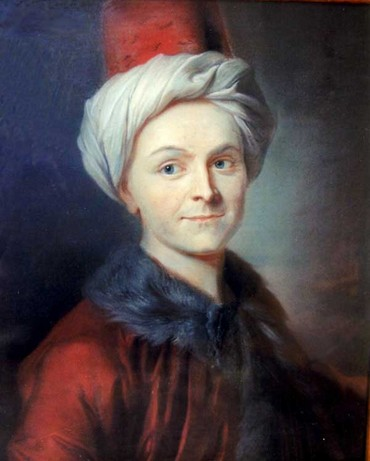
« Turquerie » par Quentin de La Tour.

Lorsque Dickens entreprend Un chant de Noël, ce n'est plus un débutant. En 1843, s'il n'est âgé que de 31 ans, il a déjà publié, outre ses remarquables Esquisses de Boz (1833), Les Papiers posthumes du Pickwick Club d'avril 1836 à novembre 1837, Oliver Twist de février 1837 à avril 1839, Nicholas Nickleby d'avril 1838 à octobre 1839, Le Magasin d'antiquités d'avril 1840 à février 1841 et Barnaby Rudge du 13 février 1841 au 27 novembre 1841, tous romans considérés dès leur parution comme majeurs. Alors que le conte est en route, il poursuit Martin Chuzzlewit, autre œuvre d'envergure : c'est dire qu'il est déjà rompu à la technique du récit et qu'il s'est forgé une approche et un style romanesques bien à lui.

### Titre
En anglais, le titre original est : A Christmas Carol in Prose: Being a Ghost Story of Christmas (« Chant de Noël en prose : histoire de fantômes de Noël »). L'association de carol et de « prose » est en soi paradoxale : le genre appelle usuellement le vers avec ses cadences et ses rimes, le carol étant une chanson joyeuse traditionnelle destinée à la seule saison de Noël. Or, voilà un récit destiné à être lu et non récité, sans autre atour poétique que son découpage en couplets (staves). Et pourquoi le mélange « Noël » et « fantômes », d'autant qu'à l'époque la Nativité ne se déclinait pas en conte de fées ? Dickens, ici, signale d'emblée au lecteur que le propos est différent et qu'il lui faut s'attendre à une révélation inusitée.

### Ton
Le ton adopté par Dickens varie de scène en scène, passant de la férocité satirique lorsqu'il s'agit de Scrooge, au sentimentalisme appuyé chez les Cratchit. Deux exemples typiques sont l'entrevue entre l'avare et les deux messieurs venus demander une aumône, et le repas de Noël dans l'humble foyer de son employé.
Dans la première, Dickens charge le vieil homme d'un raisonnement égoïste frisant l'imbécillité, les pauvres, selon lui, étant par nature destinés à l'hospice, la prison ou, mieux, la mort. Quoi qu'il arrive, la réponse ne varie pas : « Ce n’est pas ma besogne, répliqua Scrooge. Un homme a bien assez de faire ses propres affaires, sans se mêler de celles des autres. Les miennes prennent tout mon temps. Bonsoir, Messieurs. » Voyant clairement qu’il serait inutile de poursuivre leur requête, les deux étrangers se retirèrent. » Le soin qu'apporte Dickens au choix des mots se détecte, par exemple, dans le contraste entre le simple « constat » (observation) du collecteur de fonds sur la condition des indigents et le conditionnel de Scrooge, would rather, signifiant que l'extinction de cette engeance parasite s'impose comme tout à fait souhaitable. Puis intervient le narrateur, entrant dans la conscience de l'avare, et, sans commentaire, le révélant « de plus en plus content de lui, et d’une humeur plus enjouée qu’à son ordinaire. ».

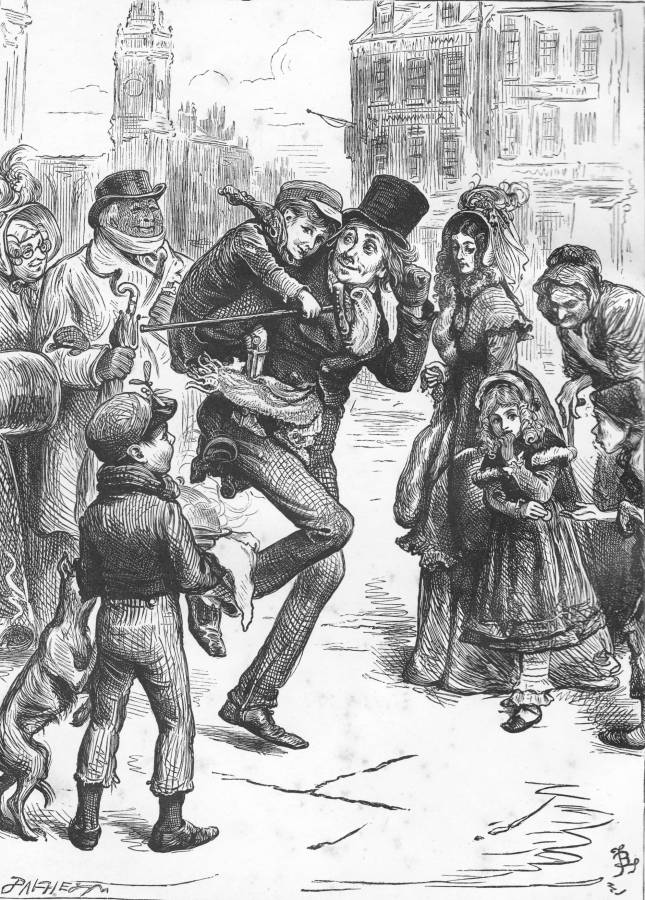
Bob portant joyeusement son fils dans les rues, par Fred Barnard.

En revanche, la famille Cratchit semble idéalisée à l'extrême. Ici prévalent « le gentil, le beau, l'agréable » (nice), associés au « calme », au « succès », à la « perfection » en témoigne la scène du souper : ce cliché du bonheur familial, serti de commentaires en contraste du narrateur, quoique ancien, n'est pas ressenti comme excessif à l'époque victorienne ; au contraire, il est, au même titre que la satire ironique, un agent de révélation : le message est clair, les pauvres ne sont pas responsables de leur pauvreté, ce sont des êtres sensibles et sensés, capables de nobles sentiments. Le seul moyen de les comprendre et d'apprécier leurs vertus est de les fréquenter avec le respect dû à chaque être humain.

### Noms propres

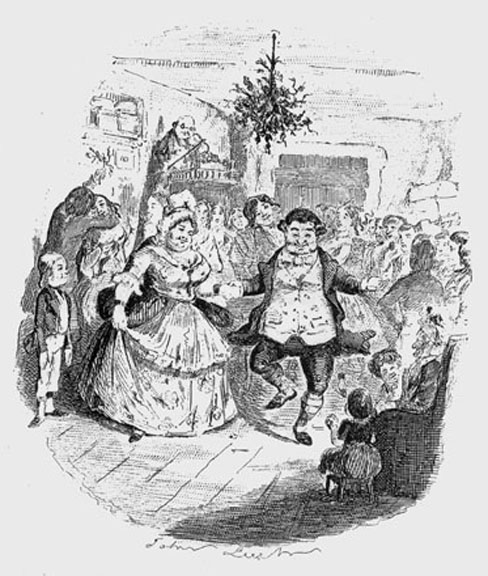
Le bal de Mr Fezziwig, par John Leech.

S'impose d'emblée le choix des noms donnés aux personnages, peu nombreux ici : Scrooge, Bob et Tim Cratchit, Marley, les trois fantômes, le petit garçon des rues, quelques anonymes comme les deux messieurs venus quêter une aumône, le neveu Fred, enfin le maître de la fête, Mr Fezziwig. Chacun est choisi pour étiqueter celui qui le porte, par l'assemblage des syllabes, les connotations qu'elles appellent soit seules, soit en couple, les onomatopées, les allitérations et même le rythme du prénom et du nom associés.
Ainsi, « Scrooge » ([skru:dʒ]) recèle « screw » qui, à l'époque, ne signifie que « visser » et le son [dʒ] qui accentue l'ampleur de ce monosyllabe n'en finissant pas de s'attarder. « Fred », le plus banal des prénoms, signale que son porteur n'est rien que naturel. « Cratchit » est plus complexe à analyser, ses deux composants étant très proches de mots signifiant « rebut », mais sans lui conférer pour autant ce statut, ce qui laisse à penser que, s'il l'est en effet pour les Scrooge de cette société, il n'en est rien en réalité : d'ailleurs, Tim, son petit garçon malade se voit nanti du qualificatif « Tiny » (« tout petit », « minuscule »), toujours accolé à son prénom et dont la connotation appelle la compassion et le soin protecteur offerts aux plus « petits » ; ainsi, ce prénom Tiny Tim se décline en trois syllabes, non seulement onomatopéiques, mais encadrées par deux toniques, la première, statique, sur Ti, la seconde, mélodique avec voix descendante, sur Tim, effet à la fois d'allongement et de repos, comme le retour à la tonique en musique après une échappée à la dominante. Appellation rassurante et même apaisante, en somme, signalant l'harmonie dont il est entouré et suggérant un destin moins cruel qu'il n'y paraît. De Marley, nom plutôt courant, il n'y a rien à dire sinon que, par sa banalité, il témoigne que même les plus insignifiants payent pour leurs erreurs passées, au même titre que les puissants, puisque ses chaînes l'entravent pour l'éternité. En revanche, Mr Fezziwig est une trouvaille de travestissement : il y a de la perruque (wig) en cet homme et quelque chose d'oriental (Fez) qui, en une période toujours portée vers les turqueries, ajoute à la somptuosité et l'allégresse des réjouissances dont il est le maître d'œuvre.

### Un narrateur multiple

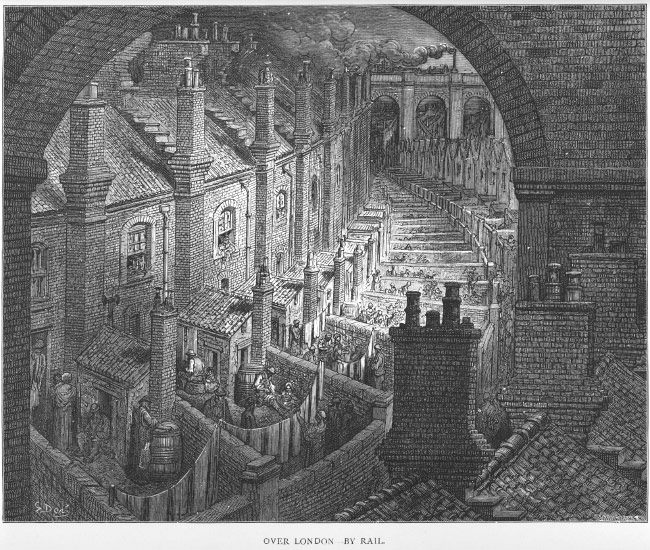
Londres la nuit, par Gustave Doré (1872).

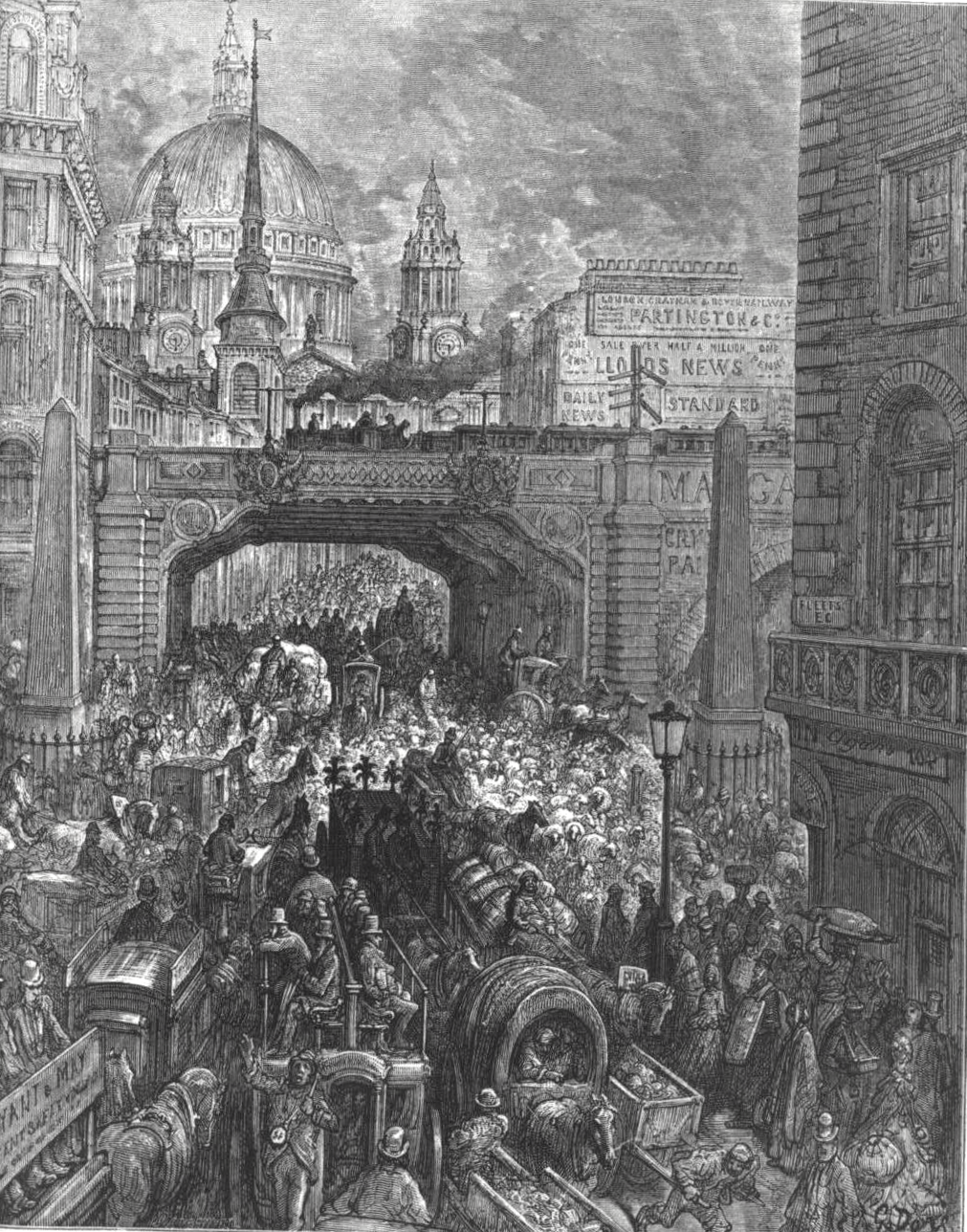
Londres, les embarras de la rue, par Gustave Doré (1872).

Autre ressource dont Dickens a déjà éprouvé la vertu, la délégation d'autorité à un narrateur externe prêt à se délester lui-même d'une partie de ses prérogatives sur les trois fantômes de passage, chacun prenant tour à tour le récit en main sans que pour autant s'effacent complètement ni le conteur officiel ni l'auteur, tirant gentiment les ficelles et ne se privant pas de s'adresser au lecteur. Que l'omniscience siée aux esprits visiteurs va de soi puisque, naturellement doués d'ubiquité et de clairvoyance, ils convoquent le passé, le présent et même l'avenir, ce dernier restant virtuel à double titre, irréel par définition et, de par la conversion qu'entraîne son hypothèse, finalement remplacé par un présent à l'inverse du précédent. En fait, chacun d'eux joue le rôle de l'Asmodée de Lesage qui, dans Le Diable boiteux, soulève le toit des maisons pour y pénétrer et assister à ce qui s'y passe.
Ainsi, Scrooge découvre ce que peut être la chaleur humaine d'un foyer chez les Cratchit célébrant la fête de la Nativité avec la simplicité qu'imposent leurs maigres ressources, mais dans la joie aimante d'une famille attentive et unie. Ses différents visiteurs le promènent beaucoup à travers les rues de la capitale, voyages au sein de la nuit striant le tohu-bohu, le va-et-vient, les cris et les senteurs. Londres apparaît alors telle une planète inconnue : riches demeures jouxtant des îlots d'insigne pauvreté, luxe côtoyant la crasse, ciel noirci par les innombrables rejets des poêles à charbon, suie couvrant murs et trottoirs, égouts à ciel ouvert déversant leurs immondices dans le fleuve. Une foule bigarrée et bruyante, colporteurs, pickpockets, ivrognes, vagabonds, et partout la puanteur des corps mal lavés. Dans les maisons, l'ardeur du feu et la glace des pièces ; dehors, les voitures de louage, le bétail de passage, le fumier couvrant la chaussée. Pour évoquer tout cela, Dickens emploie un vocabulaire précis, par exemple almshouse, à ne pas confondre avec workhouse, maisons de charité l'une et l'autre, mais la première privée et la seconde publique, blacking (« cirage »), constable (agent de la paix nommé par la paroisse), gammon (un commentaire sans queue ni tête), kith (le cercle des parents et amis), milliner (la modiste).

### Allusions littéraires
Outre les références historiques, celles aux hospices publics (workhouses) ou à la New Poor Law (« Nouvelle loi sur les pauvres ») de 1834, Dickens appuie son récit sur des exemples littéraires ou relevant du patrimoine culturel national ou universel.
Ainsi, il se réfère au premier couplet du cantique God Rest Ye Merry, Gentlemen, publié en Angleterre en 1823 dans Christmas Carols Ancient and Modern, compilation de William B. Sandys avec un incipit emprunté à William Hone dans Ancient Mysteries Described, dont voici le texte dans sa variante depuis la fin du XVIIIe siècle et sa traduction :
| « God rest you merry, Gentlemen, Let nothing you dismay; Remember Christ our Saviour, Was born on Christmas-day; To save our souls from Satan's power, Which long time had gone astray: O Tidings of Comfort and Joy. ». | « Dieu vous garde gaillards, Gentlemen, Ne laissez rien vous chagriner ; Souvenez-vous que le Christ notre Sauveur Est né le jour de Noël Pour sauver nos âmes du pouvoir de Satan Qui nous avait longtemps égarés : Bonne nouvelle de réconfort et de joie ! ». |

En entendant l'hymne, Scrooge « saisit sa règle avec un geste si énergique que le chanteur s’enfuit épouvanté, abandonnant le trou de la serrure au brouillard et aux frimas », plus sympathiques au goût de Scrooge.
De même, au deuxième couplet, il évoque la danse Sir Roger de Coverley que le vieux Fezziwig et sa dame exécutent gaillardement :

« Mais le grand effet de la soirée, ce fut après le rôti et le bouilli, quand le ménétrier (un fin matois, remarquez bien, un diable d’homme qui connaissait bien son affaire : ce n’est ni vous ni moi qui aurions pu lui en remontrer !) commença à jouer « Sir Robert de Coverley ». Alors s’avança le vieux Fezziwig pour danser avec Mme Fezziwig. Ils se placèrent en tête de la danse. En voilà de la besogne ! vingt-trois ou vingt-quatre couples à conduire, et des gens avec lesquels il n’y avait pas à badiner, des gens qui voulaient danser et ne savaient ce que c’était que d’aller le pas. »

Plusieurs des plus célèbres personnages des Mille et Une Nuits, un perroquet venu de Robinson Crusoé, les jumeaux abandonnés dans les bois, Valentin et Orson, l'un élevé en chevalier à la cour de Pépin le Bossu, l'autre grandissant dans une tanière d'ours avant d'être retrouvé par son frère, sont également mentionnés dans ce deuxième couplet, dévolu au passé de Scrooge, et plus particulièrement dans un passage lors d'une promenade aux rivages de l'enfance : 

« Mais c’est Ali-Baba ! s’écria Scrooge en extase. C’est le bon vieil Ali-Baba, l’honnête homme ! Oui, oui, je le reconnais. C’est un jour de Noël que cet enfant là-bas avait été laissé ici tout seul, et que lui il vint, pour la première fois, précisément accoutré comme cela. Pauvre enfant ! Et Valentin, dit Scrooge, et son coquin de frère, Orson ; les voilà aussi. Et quel est son nom à celui-là, qui fut déposé tout endormi, presque nu, à la porte de Damas ; ne le voyez-vous pas ? Et le palefrenier du sultan renversé sens dessus dessous par les génies ; le voilà la tête en bas ! Bon ! traitez-le comme il le mérite ; j’en suis bien aise. Qu’avait-il besoin d’épouser la princesse ! »

Quelle surprise pour ses confrères de la Cité, s’ils avaient pu entendre Scrooge dépenser tout ce que sa nature avait d’ardeur et d’énergie à s’extasier sur de tels souvenirs, moitié riant, moitié pleurant, avec un son de voix des plus extraordinaires, et voir l’animation empreinte sur les traits de son visage ! « Voilà le perroquet ! continua-t-il ; le corps vert et la queue jaune, avec une huppe semblable à une laitue sur le haut de la tête ; le voilà ! « Pauvre Robinson Crusoé ! » lui criait-il quand il revint au logis, après avoir fait le tour de l’île en canot. « Pauvre Robinson Crusoé, où avez-vous été, Robinson Crusoé ? » L’homme, croyait rêver, mais non, il ne rêvait pas. C’était le perroquet, vous savez. Voilà Vendredi courant à la petite baie pour sauver sa vie ! Allons, vite, courage, houp ! »

Cette accumulation n'est assortie d'aucune explication, les lecteurs de Dickens étant familiers des œuvres citées, qu'ils soient hôtes des quartiers huppés ou des chaumières reculées. Voici Scrooge sous un jour nouveau : en l'ardeur de sa jeunesse revécue, il cite de mémoire des épisodes l'ayant à jamais imprégné : culture se donnant à voir comme populaire, habitants nommés d'après des personnages de légende, occurrences quotidiennes en décalque des œuvres du passé,.

## Adaptations
Paul Schlicke écrit que le personnage de Scrooge et son expression familière, Bah! Humbug! (« Bah, sottise ! »), sont universellement connus dans le monde anglo-saxon, et selon Philip Collins, l'histoire jouit d'un « statut institutionnel ». Paul Davis évoque un « livre-culte » dont les très nombreuses adaptations successives reflètent l'évolution culturelle tant de la Grande-Bretagne que des États-Unis. Pour une liste exhaustive des diverses adaptations dont a fait l'objet le conte de Dickens jusqu'en 2000, date de sa publication, se reporter à l'ouvrage de Fred Guida.

### Adaptations historiques
Les adaptations ont été immédiates : en à peine plus de deux mois sont réalisées au moins huit mises en scène, celle d'Edward Stirling pour l'Adelphi, avec le célèbre acteur victorien O. Smith dans le rôle de Scrooge, présentée comme « ayant reçu l'aval de l'auteur »,. Dickens lui-même en fait un « morceau de bravoure » de ses lectures publiques, inauguré à Birmingham fin décembre 1853 (trois heures de spectacle peu à peu réduites de moitié) et encore repris lors de sa tournée d'adieu en 1870. En dépit de cette pléthore de spectacles dès la parution, il n'en demeure pas moins, comme le note Philip Bolton, qu’Un chant de Noël est la seule œuvre de Dickens à avoir connu la plupart de ses adaptations au XXe siècle.
Parmi les adaptations scéniques les plus remarquables, Paul Davis cite celles d'Edward Stirling (1843), de J. C. Buckstone (1901), de Bransby Williams (1928), de Maxwell Anderson (1954), de Barbara Fields (1977) et d'Israël Horovitz (1978).
Au cinéma se remarquent en particulier le film de 1935, Scrooge, la première version parlante, avec Sir Seymour Hicks, familier du rôle depuis de longues années au théâtre, ainsi que le magistral portrait d'un Scrooge tourmenté par Alastair Sim en 1951 dans un film de Brian Desmond Hurst, le Scrooge d'Albert Finney dans la version music-hall de 1970 (où Alec Guinness incarne Marley) et celui de George C. Scott dans la version télévisuelle de 1984. D'autres incarnations de Scrooge sont passées à la postérité, telles celles de Bransby Williams, de Lionel Barrymore, de Sir Ralph Richardson et de Patrick Stuart.

### Adaptations diverses
L'histoire est si profondément ancrée dans la mémoire collective qu'elle ne cesse de faire l'objet d'adaptations, de transpositions, de pastiches, de parodies,.

#### Cinéma et télévision

##### XXesiècle
Le cinéma adapte l'histoire dès 1901 avec Scrooge; or Marley's Ghost de Walter R. Booth. Le cinéma muet transpose dès lors le conte à plusieurs reprises : A Christmas Carol en 1908 de la société Essanay, perdu, A Christmas Carol de J. Searle Dawley, Charles Kent et Ashley Miller en 1910, Scrooge de Leedham Bantock en 1913 et A Christmas Carol de Harold M. Shaw en 1914.
La télévision s'intéresse à Un chant de Noël à partir de Noël 1947 et n'a pas cessé depuis. De nombreuses séries télévisées en utilisent le canevas pour un épisode de Noël.
Le court métrage A Christmas Carol réalisé en 1971 par Richard Williams a été récompensé par un Oscar du meilleur court métrage d'animation.
En 1977, dans l'épisode 11 de la saison 4 de L'Homme qui valait trois milliards, intitulé Noël bionique (A Bionic Christmas Carol), le héros, Steve Austin (Lee Majors), se fait passer pour l'esprit du Noël futur auprès de Horton Budge (Ray Walston), afin de l'obliger à changer de comportement vis-à-vis de son entourage. En 1982, la société Burbank Films Australia produit un long métrage animé intitulé Un conte de Noël qui sort directement en vidéo. En 1983, le personnage de Scrooge, qui avait inspiré Carl Barks pour la création de Balthazar Picsou (Scrooge McDuck en anglais) en 1947, réapparaît dans le dessin animé Le Noël de Mickey (Mickey's Christmas Carol ), où l'oncle Picsou est Ebenezer Scrooge et Mickey Bob Cratchit,.
On retrouve l'esprit de Dickens, dans la série télévisée Les Routes du Paradis (1984-1985), saison 1, épisode 13, sous le titre français On connaît la chanson, et sous le titre original Another Song for Christmas, avec comme acteurs principaux, Michael Landon, Victor French et Geoffrey Lewis. Dans cet épisode, on retrouve bien les trois esprits de Noël.
En 1984 sont réalisés deux téléfilms. Le premier, au Royaume-Uni, A Christmas Carol, avec George C. Scott dans le rôle principal, est diffusé en novembre ; l'autre, en France, Christmas Carol, adapté et mis en scène par Pierre Boutron, passe le 25 décembre sur TF1, avec Michel Bouquet dans le rôle d'Ebenezer Scrooge, pour lequel il reçoit un 7 d'or l'année suivante ; Pierre Clémenti est le fantôme des Noëls passés, Georges Wilson celui du Noël présent, Lisette Malidor celui du Noël futur, Pierre Olaf joue Bob Cratchit et Manuel Bonnet Scrooge jeune.
En 1988, Fantômes en fête (Scrooged) est une comédie qui réadapte le conte à New York, à l'époque contemporaine, avec un côté méta : le Scrooge du film est un antipathique directeur de télévision voulant mettre en scène Un chant de noël à des fins commerciales,. Dans un épisode de la série télévisée Code Quantum, Beckett se trouve opposé aux caprices d'un redoutable homme d'affaires qu'il compare à Scrooge. L'hologramme Al Calavicci décide alors de lui apparaître afin de jouer le rôle des trois fantômes et ainsi le faire changer.
En 1995, dans l'épisode L'Héritier de Burns de la série Les Simpson, Mr. Burns interpelle Bart dans la rue en lui demandant, comme dans Un chant de Noël, quel jour on est, et, toujours fidèle au conte, un enfant qui se croit interpellé répond qu'on est la veille de Noël. La série fit de nombreuses références au conte, la plus visible étant dans Père Noël sans frontières, où Lisa Simpson décrypte les thématiques du Chant de Noël et le fait que le conte est adapté dans tous les supports, même incongrus, tel Star Trek.
Plusieurs programmes familiaux adaptent le conte : Noël chez les Muppets en 1992 avec les marionnettes du Muppet show et Michael Caine dans le rôle de Scrooge. Le film d'animation Charlie, le conte de Noël en 1998 (une aventure du chien Charlie),
Dans la saison 2 de la série télévisée Xena, la princesse guerrière, l'épisode intitulé Solstice d'hiver (A Solstice Carol) en 1996 suit un scénario rappelant vaguement le conte de Dickens,.
Dès le premier épisode (situé à Noël) de la série d'animation Futurama en 2000, apparaît un personnage récurrent, un enfant robot baptisé Tinny Tim, qui a une béquille, comme le vrai,. Dans la série télévisée À la Maison-Blanche, la porte-parole du président Jed Bartlet, « CJ » Cregg, se compare à Ebenezer Scrooge, car elle a manqué la distribution des cadeaux.

##### XXIesiècle
Le film d'animation, sorti directement en DVD en 2005, Bah, Humduck! A Looney Tunes Christmas met en scène Daffy Duck dans une histoire elle aussi inspirée par le conte.
Le 8 décembre 2005, l'épisode 9 de la saison 5 de Smallville intitulé Lexmas (L'Esprit de Noël) donne à l'histoire d'Ebenezer Scrooge une conclusion différente de celle du conte : Lex Luthor, blessé par balles et tombé dans le coma, reçoit la visite du fantôme de sa mère. Elle lui montre un avenir où il s'est affranchi de l'influence de son père Lionel : il a épousé Lana et ils attendent un second enfant. C'est là une libre adaptation : il y a bien le fantôme, l'esprit de Noël (Clark distribue les cadeaux aux nécessiteux) et la décision du protagoniste de renoncer à ses ambitions pour écouter son cœur, mais seul le Noël à venir est visité, science-fiction oblige.
En 2008, le téléfilm Barbie et la magie de Noël (Barbie in a Christmas Carol) reprend le conte, en transformant le vieil avare en jeune femme égoïste. Tous les personnages principaux sont féminisés : le fantôme de l'associé devient celui de feue la tante de l'héroïne, l'employé de Scrooge est sa costumière, les trois esprits sont trois femmes, Tiny Tim est une fillette malade rebaptisée « Tammy », mais le message reste identique,.
En 2009, le film Hanté par ses ex (Ghosts of Girlfriends Past) avec Jennifer Garner et Matthew McConaughey s'inspire d'Un chant de Noël, mais en fait une comédie romantique. La même année, Catherine Tate réalise un sketch, Nan's Christmas Carol, où Joannie « Nan » Taylor (personnage provenant de son propre show The Catherine Tate Show) remplace Scrooge. Y apparaissent Ben Miller dans le rôle du fantôme du passé, David Tennant dans celui du présent et Roger Lloyd-Pack dans celui du futur.
C'est en novembre de la même année que sort le long métrage d'animation, tourné en capture de mouvement 3D, Le Drôle de Noël de Scrooge, réalisé par Robert Zemeckis pour Disney, avec Jim Carrey dans huit rôles : Scrooge aux divers âges de sa vie et les trois esprits de Noël.
L'épisode Le Fantôme des Noëls passés de la série britannique Doctor Who, diffusé le 25 décembre 2010 sur la BBC et le 24 décembre 2011 sur France 4, s'en inspire directement. Dans cet épisode, c'est Kazran Sardick, interprété par Michael Gambon qui tient le rôle de Scrooge. Amy et Rory sont coincés sur un vaisseau dans une tempête nuageuse que génère une machine appartenant à Kazran. Le Docteur part à sa rencontre pour stopper la machine, mais comme Kazran refuse, il utilise le TARDIS pour se rendre dans son passé d'enfant et le lui fait revivre en vidéo, expérience qui modifie ses souvenirs. Amy y joue le fantôme du Noël présent et le Docteur celui du fantôme du Noël futur, présentant au jeune Kazran l'adulte qu'il deviendra. Dans l'épisode 15 de la troisième saison de La Vie de croisière de Zack et Cody, diffusée sur Disney Channel France, Le Conte de Noël de London (A London Carol), l'arrogante London Tipton (Brenda Song) est déplacée dans le passé, le présent et le futur par le truchement de son miroir,.
En 2012 est diffusé le téléfilm d'animation, mêlant images de synthèse et dessins traditionnels, Les Schtroumpfs, un chant de Noël ! avec le Schtroumpf grognon dans le rôle de Scrooge.
L'épisode 8 de la saison 6 de la série d'animation My Little Pony : Les amies, c'est magique, La légende du feu chaleureux (A Hearth's Warming Tail), sorti en 2016, s'en inspire fortement ; on y voit Twilight Sparkle raconter à Starlight Glimmer un conte de Noël similaire au récit de Dickens. L'épisode entier est une réécriture de l'œuvre de Dickens, avec quelques adaptations et omissions, comme le personnage de Jacob Marley.
Dans l'épisode 10 de la saison 2 de Trop cool, Scooby-Doo !, le titre est Scroogy Doo, d'après l'histoire, sauf que ce n'est pas Scrooge mais Véra qui découvre son passé, présent, futur ce qu'elle aurait pu faire si elle n'était pas dans la bande de Mystères Associés.
En 2017, dans la série Glow, l'épisode « Joyeux GLOWël » (saison 3, épisode 10) montre un match de catch dont le thème est le conte de Dickens.
En 2019, à l'occasion de Noël, la BBC diffuse la mini-série en 3 épisodes A Christmas Carol, basée sur le roman de Dickens et écrite par Steven Knight. Le rôle de Scrooge est interprété par Guy Pearce et celui de l'esprit des Noëls passés par Andy Serkis.
En 2022, sort le film américain Spirited : L'Esprit de Noël, adaptation libre et modernisée. La même année, le film d'animation américano-britannique Scrooge : Un (mé)chant de Noël propose une nouvelle adaptation en images de synthèse.

#### Autres

##### Musique classique
En 1890, Gustav Holst a composé une Suite pour chœur mixe et piano sur Un chant de Noël, et en 1910, il a repris le noël bien connu, God Rest Ye Merry, Gentlemen dans son Christmas Day - a choral fantasy on old carols, qui est mentionné au début du conte de Dickens lorsque, au premier couplet, Scrooge reçoit la visite inopportune d'un petit garçon venu chanter à sa porte.
Deux opéras sont inspirés par Un chant de Noël, Mister Scrooge ou Shadows (Tiene) (1958–1959), du compositeur slovaque Ján Cikker, et A Christmas Carol (1978–1979) de Thea Musgrave.
En 2002, Un chant de Noël est à nouveau adapté pour la scène par Rick Lombardo avec une chorégraphie spectaculaire de Ilyse Robbins sur une musique d'Anna Lackaff et Rick Lombardo,,.

##### Ballet
Le ballet Un chant de Noël est une adaptation en trois actes de Christopher Gable sur une chorégraphie de Massimo Morricone et une musique de Carl Davis, en partie chantée par les danseurs. Le spectacle, avec Jeremy Kerridge, William Walker, Lorena Vidal, Royce Neagle, Steven Wheeler, le chœur du Northern Ballet Theatre, l'Orchestre philharmonique de la BBC sous la direction de John Pryce-Jones, est disponible en DVD. Le Northern Ballet Theatre a repris le ballet en 2009, pour son quarantième anniversaire, et le rejoue à l'automne-hiver 2013.

##### Bande dessinée
En 2008, le conte a été adapté en bande dessinée, sous le nom de Scrooge, aux éditions Delcourt dans leur collection « Jeunesse », avec Rodolphe comme scénariste et Estelle Meyrand comme dessinatrice. Le scénario est ainsi résumé : « Scrooge, un vieillard acariâtre, un vautour au cœur sec ignorant tout de l'humanité, reçoit le 24 décembre au soir la visite du fantôme de son défunt associé. Ce dernier lui fera vivre trois moments de sa vie, trois nuits de Noël – passée, présente et future – pour tenter de lui ouvrir les yeux et le cœur ».
En 2022 José Luis Munuera adapte l'ouvrage sous le titre "Un chant de Noël - une histoire de fantômes", aux éditions Dargaud, en transformant Scrooge en une femme, Elisabeth.

##### Internet
En 2008, dans la web-série française Noob, l'épisode 10 de la saison 1, épisode hors-série, s'appelle L'étrange noël de Dark Avenger, en référence à L'Étrange Noël de monsieur Jack. On y voit des joueurs en pères Noël, la petite fille aux allumettes, mais surtout, le Player Killer Dark Avenger rencontre trois PNJ qui sont les esprits de Noël et les suit dans une quête. Avec l'esprit des Noëls passés, il voit l'époque où, débutant, il subissait les moqueries des plus expérimentés ; avec celui du présent, il retrouve la terreur qu'il inspire aux autres à force de tuer pour se venger du tort qui lui a été fait ; l'esprit des Noëls à venir lui montre qu'il va causer la mort — en vrai — d'un joueur. À bout de tourment, ce joueur tombe à la renverse et se brise le cou. Mais, ici, l'expérience ne change pas Dark Avenger qui recommence à massacrer les avatars dès l'épisode suivant.
Un épisode de la web-série Epic Rap Battles of History fait s'affronter Donald Trump et Ebenezer Scrooge. Il s'agit en fait d'une adaptation du récit à la manière d'une rap battle, puisque Scrooge fait face ici à trois spectres : le premier représentant les hommes riches du passé, interprété par John Pierpont Morgan, le deuxième représentant des riches du présent, interprété par Jay-Z, et enfin le spectre des noëls futurs interprété par un personnage squelettique, probablement la mort elle-même.

##### Jeux vidéo
Les jeux vidéo s'emparent aussi du personnage de Scrooge.
Pour Noël 2006, les développeurs de Sony Online Entertainment intègrent à leur MMORPG EverQuest II un scénario de Noël (nommé Frostfell dans ce monde imaginaire), Frostfell 2006, reprenant les grandes lignes du conte, dans lequel chaque joueur devient, le temps de l'aventure, un équivalent local d'Ebenezer Scrooge.
Dans son jeu vidéo Hunt: Showdown sorti en 2019, Crytek donnait la possibilité aux joueurs d'obtenir un personnage nommé Skinflint, inspiré de l'apparence d'Ebenezer Scrooge, en jouant l'évènement de Noël 2020.